# Parque Estadual do Cocó
O Parque Estadual do Cocó é o maior parque natural em área urbana do Norte e Nordeste do Brasil e o quarto da América Latina, sendo o maior fragmento verde da cidade de Fortaleza, com extenso manguezal e dunas milenares no entorno. Com mais de dois quilômetros de trilhas interligadas, essa área é ideal para quem quer praticar esportes e contemplar a natureza.

## Informações gerais
O Parque do Cocó é um parque estadual localizado na cidade de Fortaleza, Ceará, sendo uma área de conservação da vida natural. Tem uma área de 1.575 hectares da zona limite entre as cidades de Fortaleza e Maracanaú, no Anel Viário, até a foz do Rio Cocó, na Sabiaguaba, passando por 15 bairros da Capital, sendo assim o quarto maior parque urbano da América Latina e do Brasil, ficando atrás somente o Parque Estadual da Pedra Branca, no Rio de Janeiro (12.500 ha); o Parque Estadual da Cantareira, em São Paulo (7.916 ha) e o Parque Nacional da Tijuca, no Rio de Janeiro (3.958 ha). O nome do parque tem origem no rio que ultrapassa todo o limite do mesmo, o Rio Cocó, o que explica a formação de matas ciliares, dunas e manguezais.
O número de visitantes vem se tornando crescente a medida que a própria população fortalezense redescobre o parque e todas as suas vantagens para a metrópole, tendo saltado de 15 mil em 2014 para mais de 60 mil em 2016, sendo este só o número de visitantes controlados pela administração do Parque, ou seja, somente aqueles que realizam agendamentos para trilhas guiadas, passeios de barco e outras atividades, sem contar todos os outros que diariamente fazem exercícios no local, passeiam aos fins de semana ou participam de grandes eventos, como shows. O crescimento nas visitas ao Parque é comemorado pela administração do espaço, que espera que o movimento continue aumentando. "É um parque que a gente tem que defender, fazer com que as pessoas se empoderem dele. É incrível como o fortalezense ainda não conhece o Parque do Cocó. Para se empoderar, é preciso conhecer, visitar. Ninguém ama o que não conhece, por isso temos estimulado que as pessoas usem esse equipamento público, respeitando a natureza e a coletividade", afirma o atual responsável pela gestão do Parque do Cocó, Paulo Lira em entrevista ao jornal Diário do Nordeste.
A crescente procura das pessoas pelo Parque do Cocó mostra-se plena numa manhã de domingo, quando há fluxo intenso de bicicletas, crianças brincando e gramado repleto de pequenos grupos com suas cestas de piquenique. É nesse dia também que ocorre o projeto Viva o Parque, reinaugurado em novembro. Diversas atividades esportivas e culturais são oferecidas gratuitamente, tais como ioga, massoterapia, arborismo e slack-line. As trilhas guiadas também atraem os que querem ter um contato mais próximo à natureza, muitas vezes em companhia dos animais de estimação. O passeio de barco é outro atrativo que dá a oportunidade de conhecer um pouco do Cocó por dentro do rio, em trecho de 20 minutos entre as pontes das avenidas Sebastião de Abreu e Washington Soares.
É considerado de grande importância tanto para a cidade, que tem uma enorme área de lazer com diversas atividades e espaços onde tanto a população, quanto os turistas e visitantes podem desfrutar de um total convívio com a natureza em suas trilhas, esquecendo assim os problemas e o estresse do dia a dia na metrópole sem sair da cidade, como para a biodiversidade local que é protegida dentro de seus limites.
Contendo diversas espécies de vida animal e vegetal endêmicas e ameaçadas, ele é considerado a herança cultural e ecológica mais importante de Fortaleza. Ambientalmente, ele serve para reduzir a temperatura do ar, sendo considerado um grande pulmão da cidade, e também forma uma bacia protetora que previne enchentes durante tempos de fortes chuvas. Economicamente, o parque é de extrema importância para a cidade, gerando uma grande renda anual por conta do turismo ecológico.

## Historia

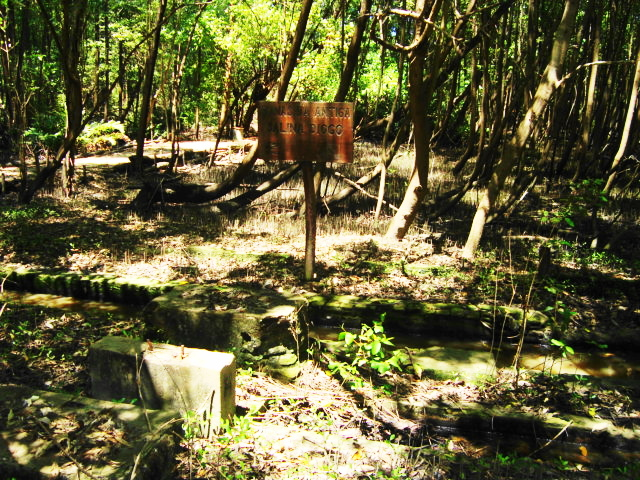
Ruínas de antiga salina preservada dentro da área do parque.

Em tempos passados, nas áreas que hoje compreendem o Parque do Cocó e seu entorno, existiam muitos sítios. Entre eles, o sítio do Senhor Antônio Diogo de Siqueira filho, que fazia a extração de sal na salina Diogo, respectivamente. Com a queda na produção de sal, no final dos anos 1970, as salinas foram desativadas. Assim, deu-se início a instalação de residências e equipamentos sociais nessas áreas.
O sonho de manter na cidade uma região com natureza preservada tomou forças no mesmo período, quando os primeiros movimentos ambientalistas de Fortaleza resolveram lutar pela criação do que se tornaria o Parque do Cocó. A princípio, as manifestações aconteceram contrárias à construção da sede do Banco do Nordeste, no bairro São João do Tauape. Essas manifestações levaram as autoridades a declarar a primeira área do rio Cocó a ser protegida, em 29 de março de 1977, quando foi declarada de utilidade pública para desapropriação e foi impedida a construção do que seria a sede do BNB. Em 11 de novembro de 1983, o decreto municipal número 5.754 deu a denominação de Parque Adhail Barreto àqueles 10 hectares.
Em 5 de setembro de 1989 o decreto estadual número 20.253 cria o Parque Ecológico do Cocó e expandido em 8 de junho de 1993 atualmente abrange uma área de 1.155,2 hectares. No entanto, não houve a consolidação do Parque do ponto de vista legal, o que gerou diversas invasões em seu entorno. Os dois decretos de desapropriação caducaram e a regularização fundiária não foi plenamente efetuada.
No dia 6 de maio de 2016 foi apresentado pela Secretaria de Meio Ambiente do Ceará (SEMA),o projeto de regulamentação do Parque do Cocó, em uma audiência pública conjunta da Assembleia Legislativa e da Câmara de Vereadores de Fortaleza. O evento ocorreu no Complexo das Comissões, através da Comissão de Meio Ambiente e Desenvolvimento do Semiárido da Assembleia Legislativa. A audiência contou com a participação de diversos ambientalistas.

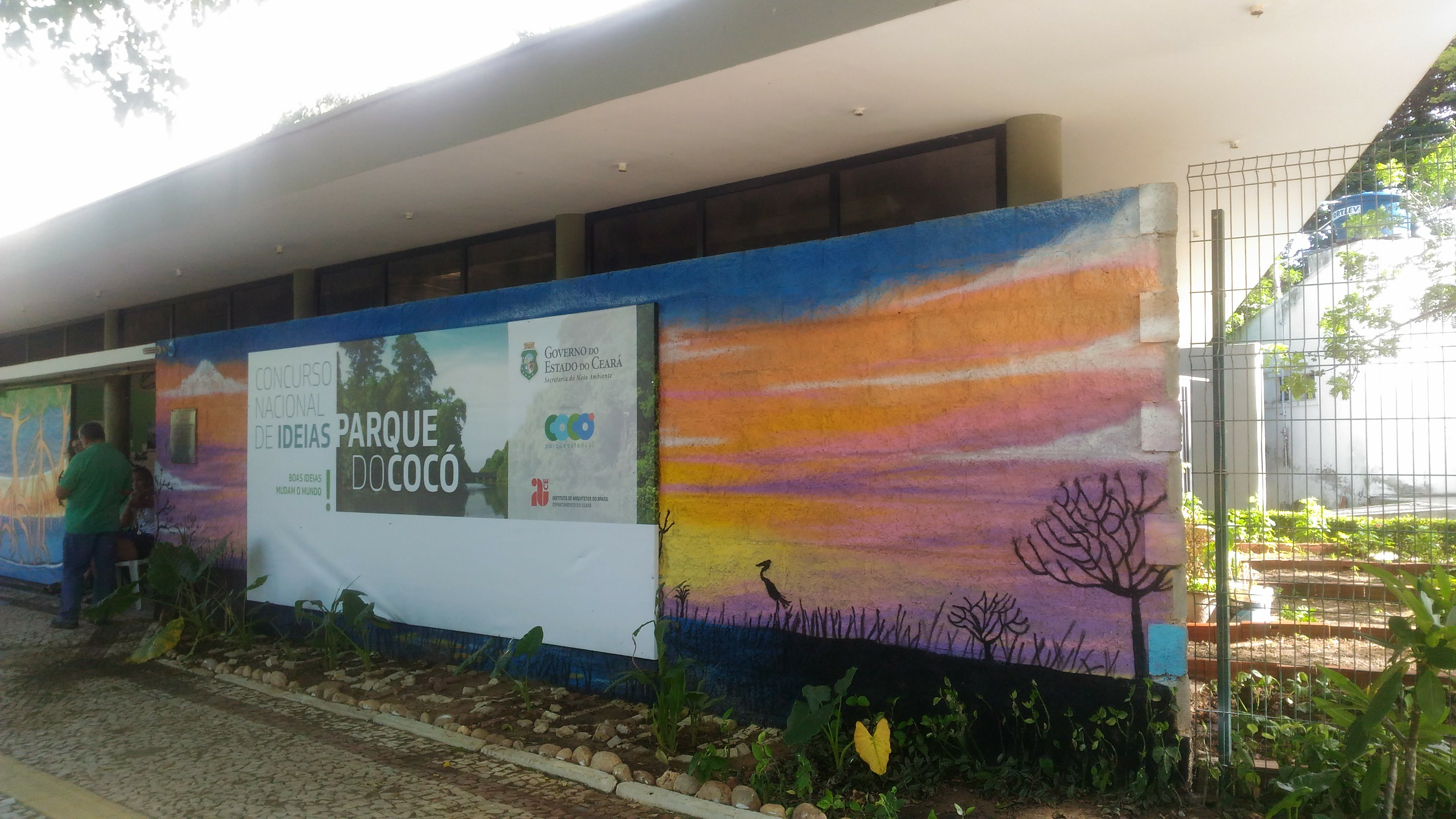
Placa informando a realização do concurso nacional de ideias para o parque do Cocó.

Após 40 anos desde da primeira tentativa finalmente no dia 4 de junho de 2017 o Parque Estadual do Cocó foi oficializado pelo então governador do estado, Camilo Santana, em um evento realizado no equipamento. O governador anunciou também que já está garantido investimento de R$ 50 milhões em Infraestrutura do equipamento, como vias de proteção urbanística, além do cercamento da área. Outra novidade será a realização de um concurso internacional, onde paisagistas e arquitetos de todo mundo poderão sugerir ideias para contribuir a valorização do Parque. O evento contou também com a participação do prefeito Roberto Cláudio, empresários, ativistas ambientais, além de representantes do poder legislativo, estadual e municipal. Na oportunidade, também foi entregue a comenda “Amigos do Cocó” para personalidades que apoiaram a causa e ocorreu a inauguração do letreiro em homenagem ao Parque do Cocó. O novo projeto vai adequar a área como Unidade de Conservação de Proteção Integral segundo o Sistema Nacional (Snuc), indicando que o parque deve ser de posse e domínio público. A medida prevê o controle e a preservação do que é considerado o pulmão verde de Fortaleza e dá maior embasamento à atuação da gestão ambiental, policial e de fiscalização e monitoramento da área. A nova regulamentação foi viabilizada a partir de acordo entre o Governo Estadual e Secretaria do Patrimônio da União (SPU), responsável pelas áreas que foram anexadas, que a partir de agora passam ser gerenciadas pelo Estado, que também recebeu terras que antes pertenciam à Prefeitura de Fortaleza. Com o ato, o parque cearense vai superar, em tamanho, o Parque Ibirapuera, de São Paulo, e o Central Park, de Nova Iorque.

## Localização e horário de funcionamento
Devido ao seu extenso tamanho, o parque literalmente ''rasga" a zona leste, passando pelas maiores urbes da capital e cortando 15 bairros, seguindo todo o curso do rio em Fortaleza, da divisa da metrópole com Maracanaú até sua foz onde deságua no Oceano Atlântico. O Acesso as suas áreas podem ser realizados por diversas vias, sendo os principais pontos os localizados nas seguintes avenidas:
- Avenida Engenheiro Santana Junior
- Avenida Sebastião de Abreu
- Avenida Almirante Henrique Saboia (Via Expressa)
- Avenida Padre Antônio Tomás
- Rua Major Virgílio Borba
- BR-116
- Anel Viário

As trilhas funcionam de 5:30 da manhã as 17:45 da tarde, podendo ser realizadas sem a necessidade de guia, mas caso o visitante deseje a presença do mesmo o horário da visitas guiadas são de segunda a sexta, das 8 horas às 17 horas e Sábado e domingo, das 8 horas às 12 horas. O Parque funciona diariamente das 5 da manhã às 12 horas da noite.

### Transporte Público
O transporte público é uma das melhores opções para se chegar ao parque, diversas linhas de ônibus passam nas proximidades de suas áreas principais, sendo as áreas 5 e 6, localizadas no bairro Cocó as mais bem atendidas, tendo em suas proximidades a estação 61. Anfiteatro Parque do Cocó do sistema de bicicletas compartilhadas de Fortaleza, o Bicicletar e do atual corredor Antônio Bezerra-Papicu e do futuro corredor Parangaba-Papicu do sistema de BRT da cidade o Expresso Fortaleza atendendo a área 6; e a futura estação Antônio Sales da linha Parangaba-Mucuripe do VLT próxima ao acesso a área 5.

## Benefícios sociais para a cidade
O parque do Cocó tem sido citado como uma parte importante da solução para vários problemas sociais, de saúde e do meio ambiente na capital. Um estudo citado, pela Universidade de Delaware, mostra que o fácil acesso à parques pode reduzir a obesidade e a diabetes através de oportunidades para exercício. Outro estudo em Chicago mostrou que espaços vegetados também cortam a criminalidade pela metade.

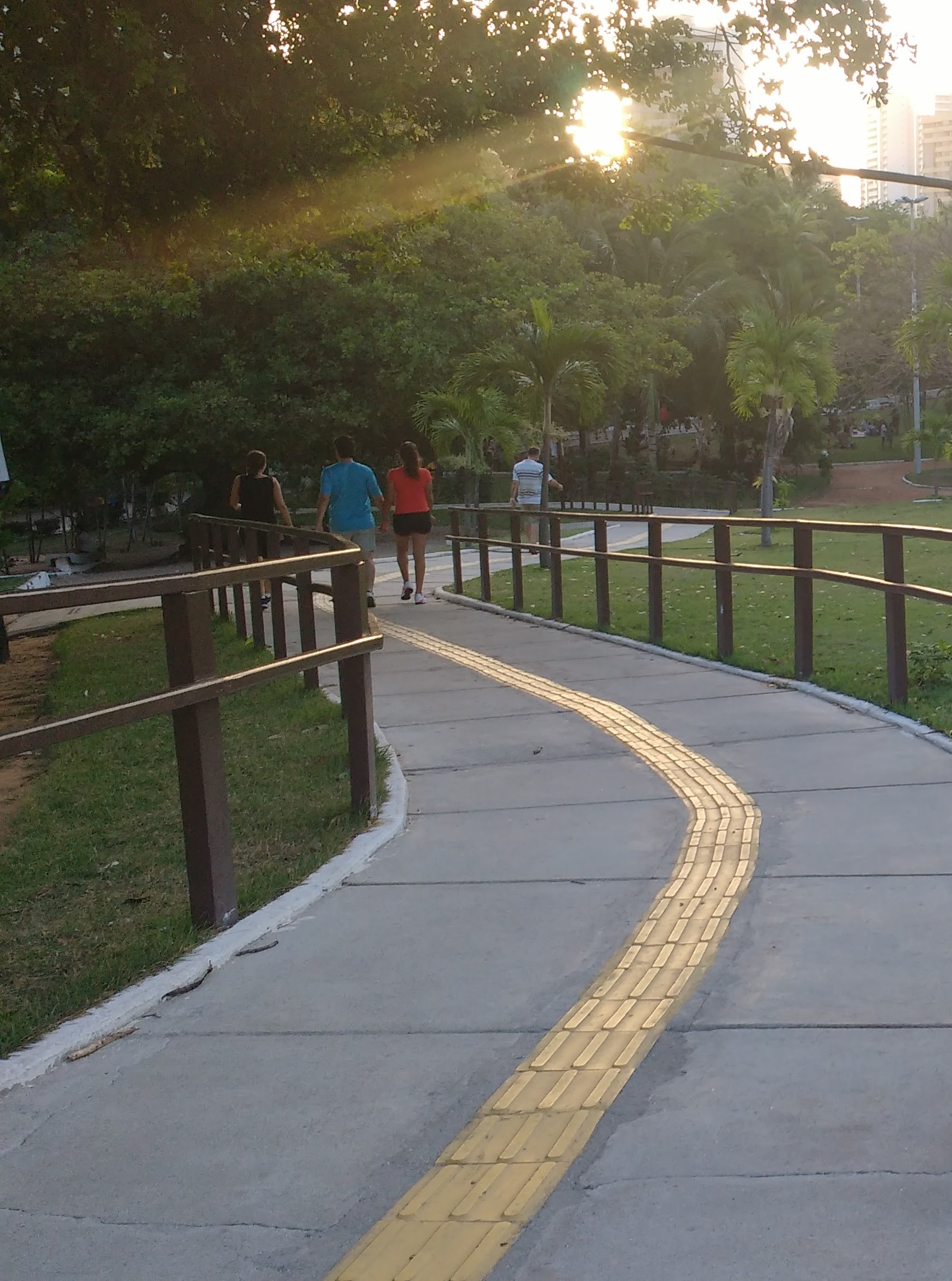
Pista para caminha com piso tátil para deficientes na área central do parque.

### Importância ambiental

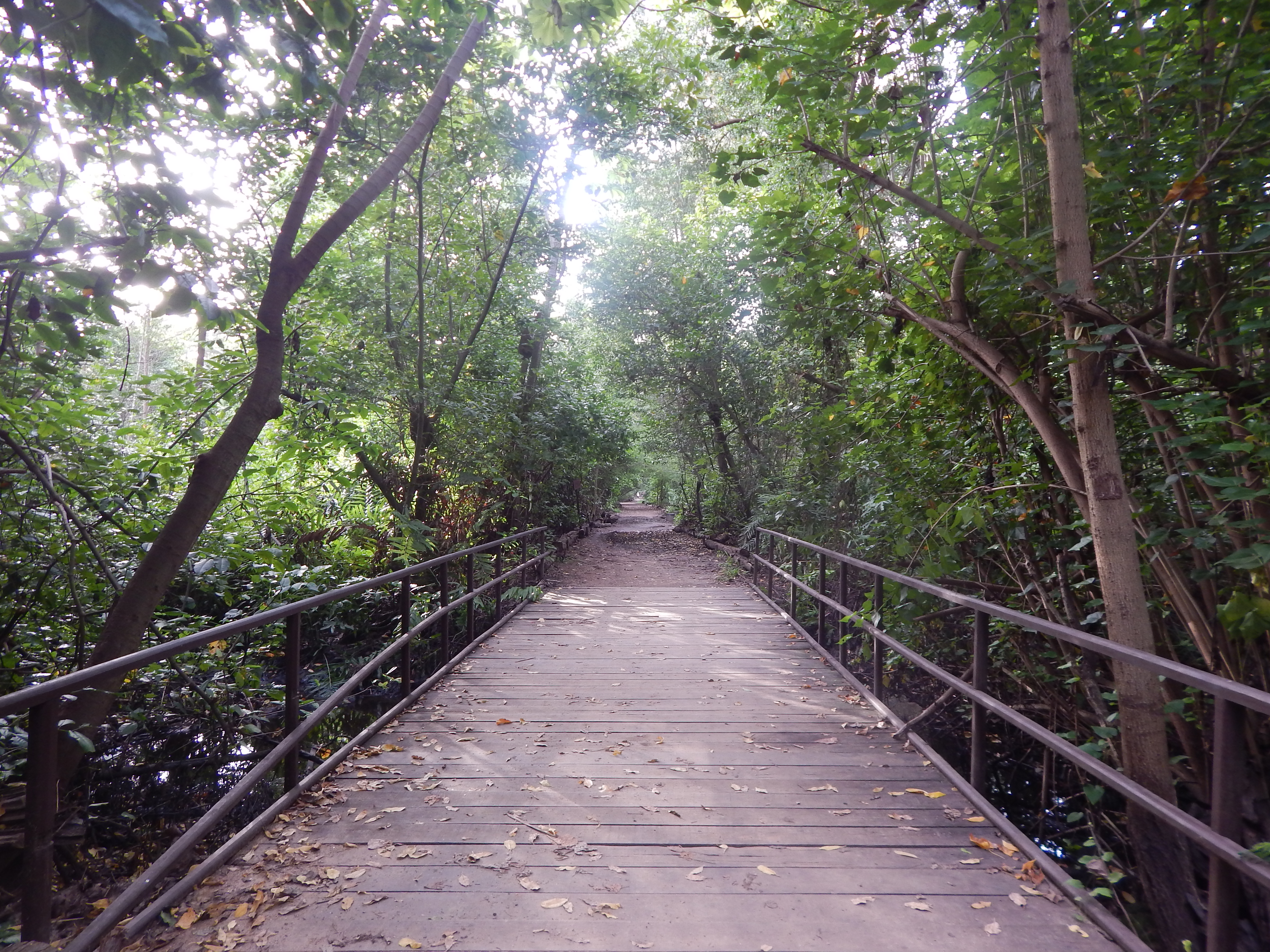
Trilha do Parque

Áreas vegetadas como o Cocó também oferecem alívio ao sobreaquecimentos do espaço urbano causado pela qualidade do asfalto, do concreto e de materiais de construção de capturar calor. O ar embaixo da copa de uma árvore pode chegar a ser de 3 - 6 °C mais frio do que quando comparado a um espaço aberto sem cobertura. O parque é também uma área de Mangue, que é um ecossistema extremamente importante e globalmente ameaçado, que inclui várias espécies endêmicas e ameaçadas de plantas e vida selvagem, que requer atenção especial para a realização de pesquisas sobre essas espécies.

### Importância para o turismo e a economia
Como um dos maiores parques urbanos da América do Sul e do mundo, o parque representa uma atração turística importante, oferecendo as melhores possibilidades de ecoturismo da cidade.
De acordo com o site Lonely Planet: “Ele é o mais popular parque de lazer de Fortaleza, e organiza atividades que promovem a percepção e conhecimento de preservação ambiental para seus visitantes.

### Importância para a educação e a cultura
O parque representa também um recurso muito importante na cidade na educação, acolhendo muitas aulas de campo de diversas escolas da cidade, onde os alunos atravessam diversas trilhas ecológicas com um grande valor biótico. É uma chance singular de acesso para as crianças da zona urbana à espaços naturais, que outrora seria impossível. Além disso, o parque possui campos de futebol e quadras onde os moradores da região ou transeuntes organizam, com bastante frequência, campeonatos ou jogos amistosos.
No espaço do Parque conhecido como Parque Adahil Barreto, encontra-se um anfiteatro, oferecendo diversas atrações culturais e espaço amplo para a realização de reuniões, festas ou encontros.

## Áreas

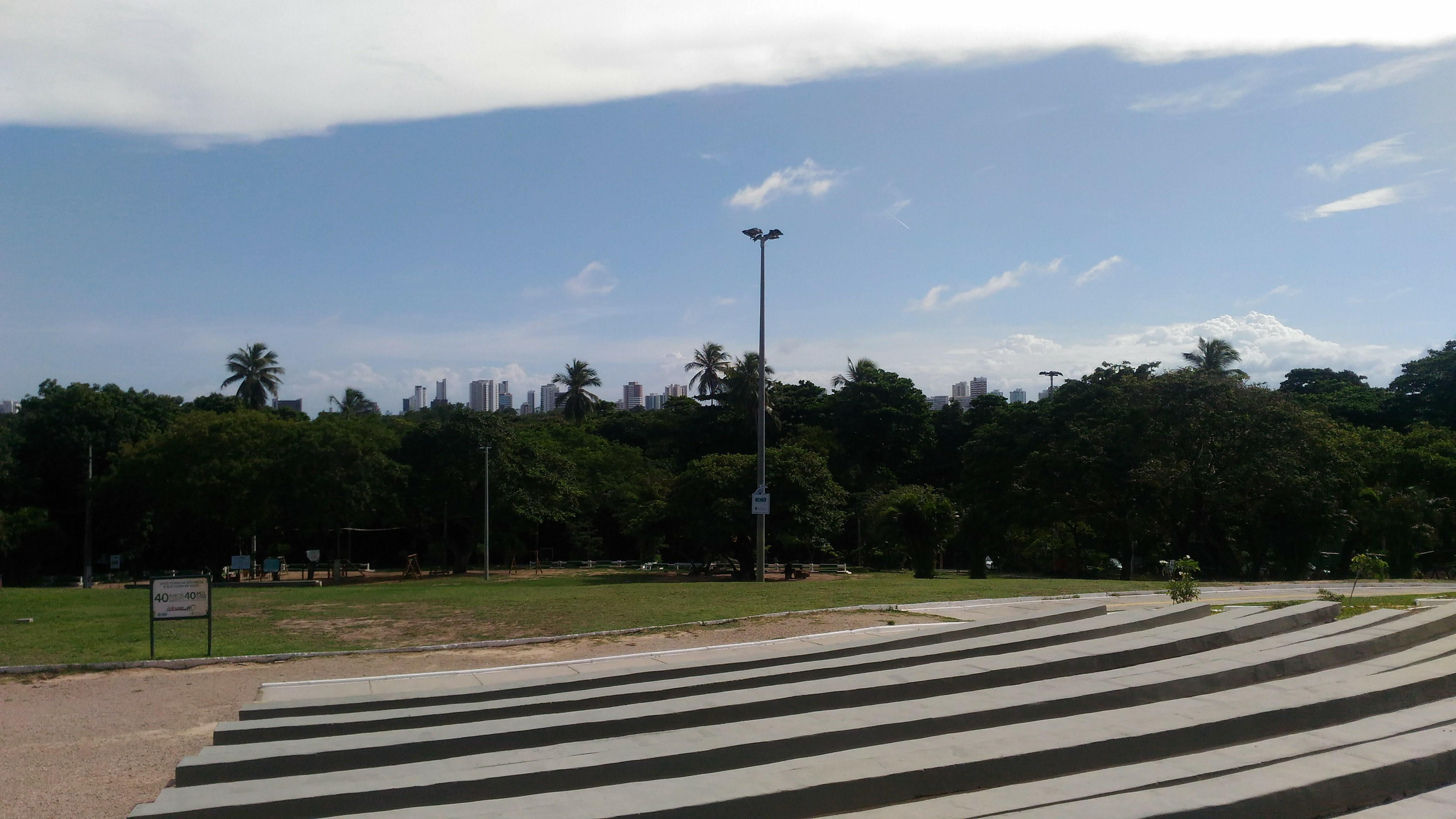
Parte do Anfiteatro do Parque.

Antes de sua oficialização o parque possuía três áreas estruturadas para atividades de lazer, esporte e cultura.
- O Parque Adhail Barreto foi a primeira área a propiciar o uso da área do rio Cocó. Durante muitos anos foi administrada pela Prefeitura Municipal de Fortaleza sendo depois repassada para as mãos do governo do estado do Ceará durante a oficialização do parque. O espaço conta com Núcleo de Conscientização ambiental, playground, promoção de eventos culturais e artísticos, assim como educação ambiental, pista de Cooper, trenzinho e trilha ecológica.
- O Anfiteatro do Parque Estadual do Cocó, também conhecida como área urbanizada central, coração do Cocó ou simplesmente Cocó é a primeira área urbanizada pelo Governo do estado sendo a segunda intervenção por volta do ano de 1993. E areá mais conhecida e bem equipada do parque, contando com anfiteatro, quadras esportivas, pista para caminhada, parques infantis, acontecendo shows e eventos, passeios de barco, competições esportivas e educação ambiental e trilhas.
- A Área urbanizada do Tancredo Neves foi a última intervenção na área do parque. Após a remoção de famílias nas áreas do parque, o governo do estado implantou no local duas quadras esportivas, campos de futebol, pistas para caminhada, ciclovias e áreas infantis.

O Governo do Estado anunciou ainda em maio, um mês antes da oficialização, a criação de seis novos espaços semelhantes a área do anfiteatro em outras regiões do parque. Os espaços a serem equipados são localizados nos seguintes bairros: Cidade 2000, Sabiaguaba (na Foz do Cocó), Dendê, Tancredo Neves e Aerolândia -, onde haverá ampliação do atual espaço de uso público para a prática de atividades esportivas.
"O plano inicial é que façamos um concurso de ideias para que sejam apresentados projetos de urbanização e utilização destas áreas. Estes são alguns locais que estamos dando de sugestão. Os urbanistas e arquitetos podem apresentar os projetos dentro do cenário que será exposto", explica Artur Bruno, secretario do meio ambiente. Ele acrescenta que, com a oficialização do Parque, a perspectiva do Governo é atuar em várias frentes que vão do estabelecimento de mecanismos de proteção do Rio Cocó ao planejamento da utilização dos espaços do equipamento para o turismo. O incremento de hectares fará com que o tamanho do Parque acompanhe os 24 km do Rio. Outra informação em relação à regulamentação do Parque é a projeção de um novo número de desapropriações em Fortaleza. A área em questão vai da BR-116 até a Foz do Rio (Sabiaguaba). Com isto, cerca de 676 famílias deverão passar por processos de desapropriação.

### Nova divisão
Após a realização do concurso nacional de ideias, de acordo com o projeto vencedor, o parque passou a ser dividido em 17 novas áreas distribuídas em 4 grandes núcleos: Núcleo Esportivo, Núcleo da Memória, Núcleo Laboratório da natureza e Núcleo Beira Mar.
| Núcleo Esportivo | Núcleo Esportivo                                                                          | Núcleo Esportivo |
| Área | Localização                                                                               | Status |
| --- | ----------------------------------------------------------------------------------------- | --- |
| Área 1 - Aerolândia | Avenida Governador Rui Barbosa                                                            | Funcional - Atual Polo de lazer da Aerolândia                                                                        |
| Área 2 - Padre Cícero | Cruzamento das avenidas Governador Rui Barbosa e General Murilo Borges                    | Terreno ocupado irregularmente - Esperando desapropriação                                                            |
| Área 13 - Lagoa do Tijolo | Rua Julio Sales                                                                           | Terreno ocupado irregularmente - Esperando desapropriação                                                            |
| Área 14 - Tasso Jereissati | Rua Engenheiro Nereu Barreira                                                             | Terreno ocupado irregularmente - Esperando desapropriação                                                            |
| Área 15 - Lagoa de estabilização da cagece | Rua 03 - Itaperi                                                                          | Terreno limpo/degradado aguardando intervenção - Atual lagoa de estabilização da Companhia de Água e Esgoto do Ceará |
| Área 16 - Lagoa do Cabo Velho | Quadrilátero das ruas Padre Francisco Pita, Rua um, Rua do Piquiá e Rua Baraúna           | Terreno limpo/degradado aguardando intervenção                                                                       |
| Área 17 - Tancredo Neves | BR-116                                                                                    | Funcional - Atual Polo de lazer Tancredo Neves                                                                       |
| Núcleo da Memoria |                                                                                           | |
| Área | Localização                                                                               | Status |
| Área 3 - Fabrica de Óleo | Avenida Governador Rui Barbosa                                                            | Terreno ocupado irregularmente - Esperando desapropriação de antiga fabrica de óleo abandonada                       |
| Área 4 - Parque Adahil Barreto | Rua Major Virgilio Borba                                                                  | Funcional - Atual Parque Adahil Barreto                                                                              |
| Área 5 - Acesso Engenheiro Santana Junior | Complexo de viadutos no cruzamento das avenidas Engenheiro Santana Junior e Antônio Sales | Funcional - Atual entrada (A2) para a trilha principal                                                               |
| Área 6 - Parque do Cocó | Avenida Padre Antônio Tomás                                                               | Funcional - Atual parte principal e anfiteatro do parque; acesso A1 para trilha principal                            |
| Área 7 - Acesso Sebastião de Abreu | Avenida Sebastião de Abreu                                                                | Funcional - Atual entrada (A3) para a trilha principal                                                               |
| Núcleo Laboratório da Natureza |                                                                                           | |
| Área | Localização                                                                               | Status |
| Área 8 - Barreiros | Rua passeio dos Cajueiros                                                                 | Terreno ocupado irregularmente - Esperando desapropriação                                                            |
| Área 11 - Sapiranga | Rua Correia Lima                                                                          | Terreno limpo/degradado aguardando intervenção                                                                       |
| Área 12 - Dendê | Rua dos Coqueiros                                                                         | Terreno ocupado irregularmente - Esperando desapropriação                                                            |
| Núcleo Beira Mar |                                                                                           | |
| Área | Localização                                                                               | Status |
| Área 9 - Caça e pesca | Rua Germiniano Jurema                                                                     | Terreno aguardando intervenção                                                                                       |
| Área 10 - Boca da Sabiaguaba | Rua Valdevino                                                                             | Terreno aguardando intervenção                                                                                       |
| Obs: - Todas as áreas apresentadas ou já tem uma função ou estão atualmente ocupadas de forma irregular ou aguardando intervenção, as áreas foram mapeadas e apresentadas pelo Governo do Estado Ceará no Concurso Nacional de Ideias para o Parque do Cocó, cujo vencedor iria ter ser projeto desenvolvido e aplicado no reurbanização do parque. |                                                                                           | |

## Estrutura

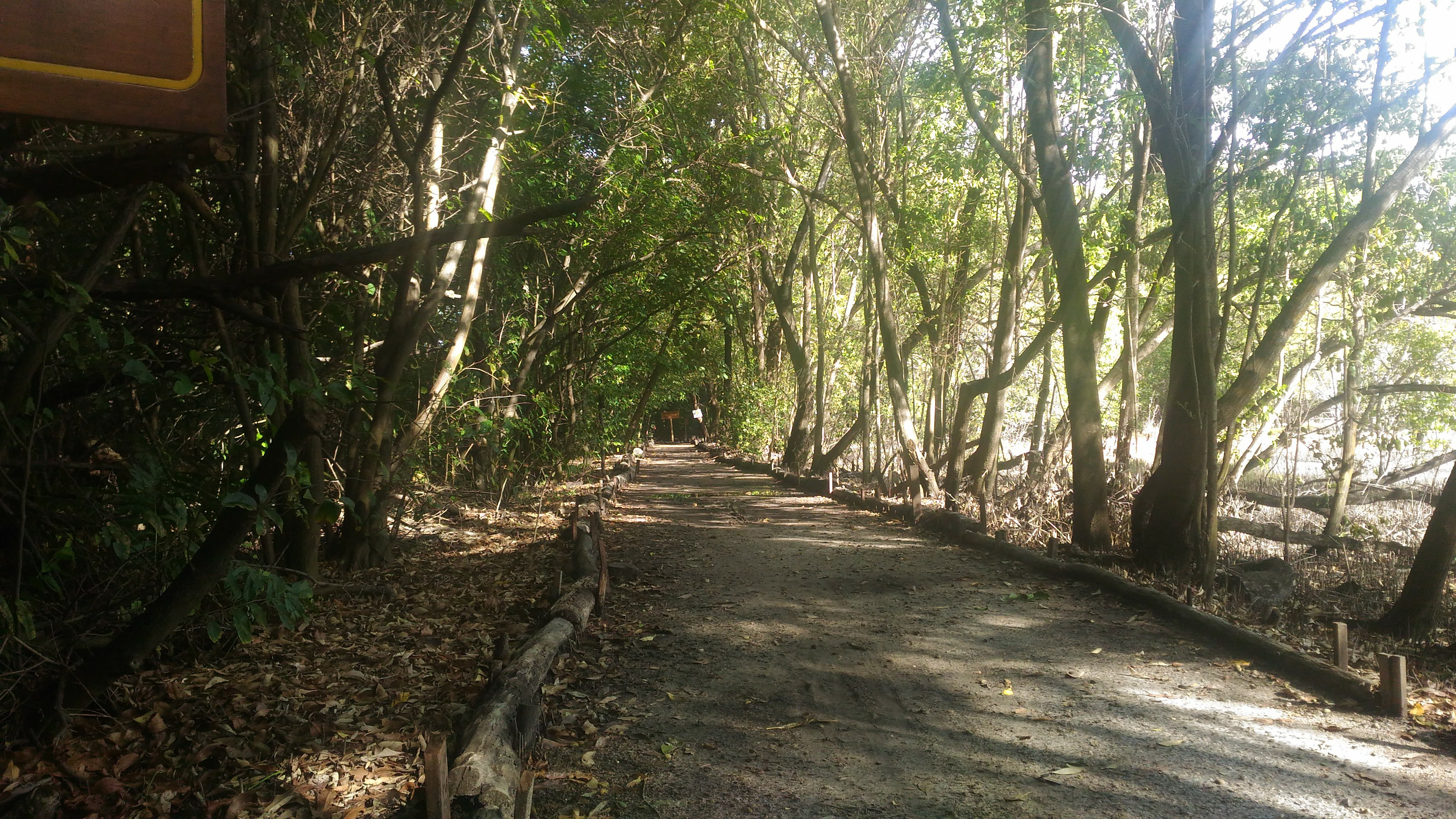
Trilha principal.

A área verde de exuberante beleza e grande importância natural, encravado no coração de Fortaleza, favorece a realização das mais diversas atividades que o parque proporciona, atendendo a todos os gostos.

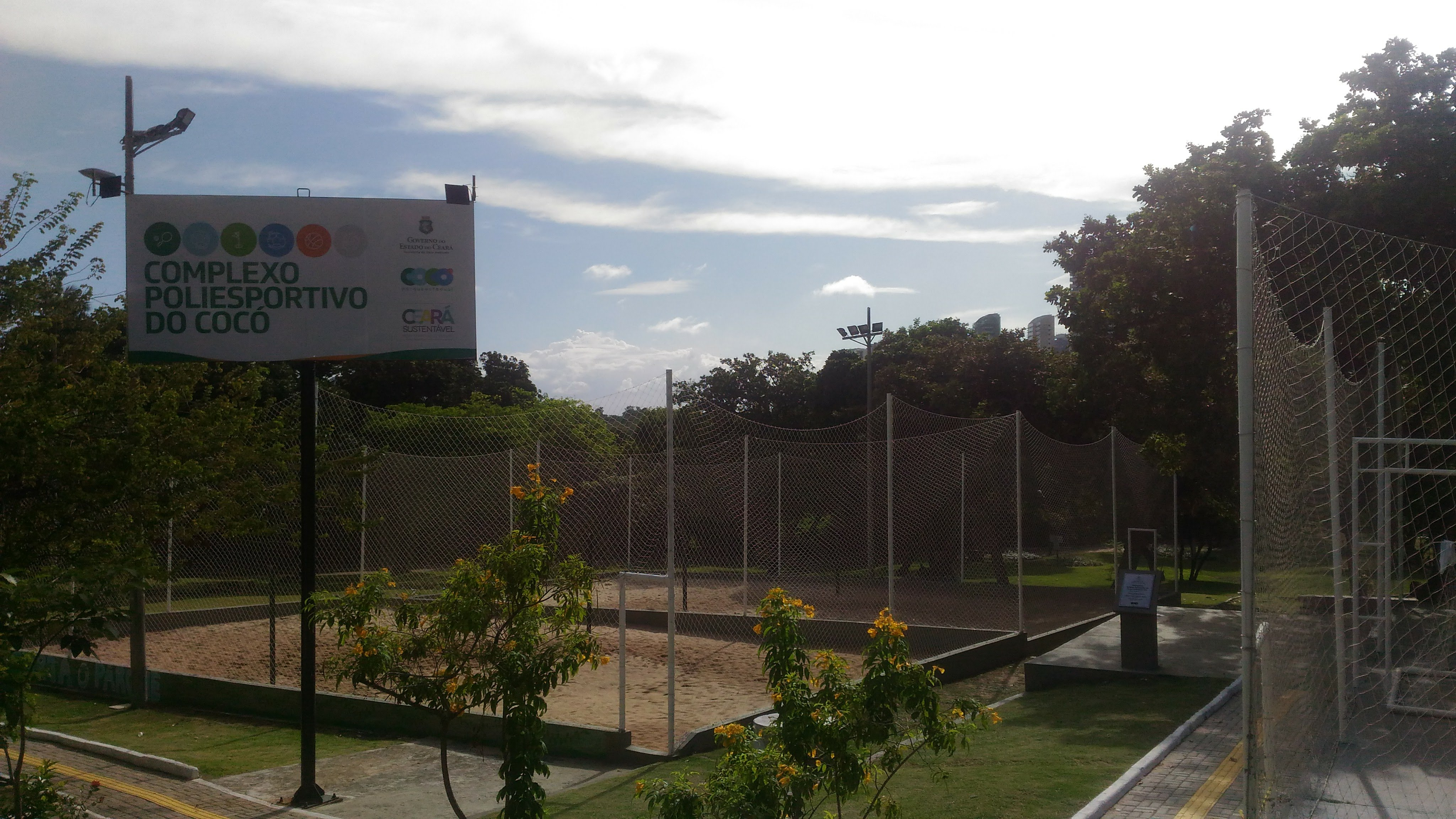
Parte do complexo esportivo do Cocó.

### Trilhas
No Parque Estadual do Cocó é possível percorrer trilhas de 135 até 1.350 metros. São trilhas interligadas que oferecem baixo nível de dificuldade, podendo ser percorridas por pessoas de todas as faixas etárias. O visitante pode optar em fazê-las a pé, de bicicleta e também acompanhado por cães de pequeno porte, sempre com coleiras e guias. Para fazer o percurso completo a pé, leva-se em média uma hora e meia. A caminhada pode ser acompanhada por educadores ambientais da SEMA. Há ainda uma equipe de policiais do Batalhão Policial Militar Ambiental (BPMA), que faz a segurança do local.
- Trilha Principal: 1.350 metros. Acessos principais: Avenidas Sebastião de Abreu (A3), Padre Antônio Tomás (A1) e Engenheiro Santana Jr (A2).
- Trilha da Lagoa: Possui um total de 530 metros, com acessos pela Trilha Principal (A2L) e pela Rua Arquiteto Reginaldo Rangel (A1L).
- Trilha do Rio: 135 metros. Acesso pela Trilha Principal (A) após a entrada pela Avenida Sebastião de Abreu.

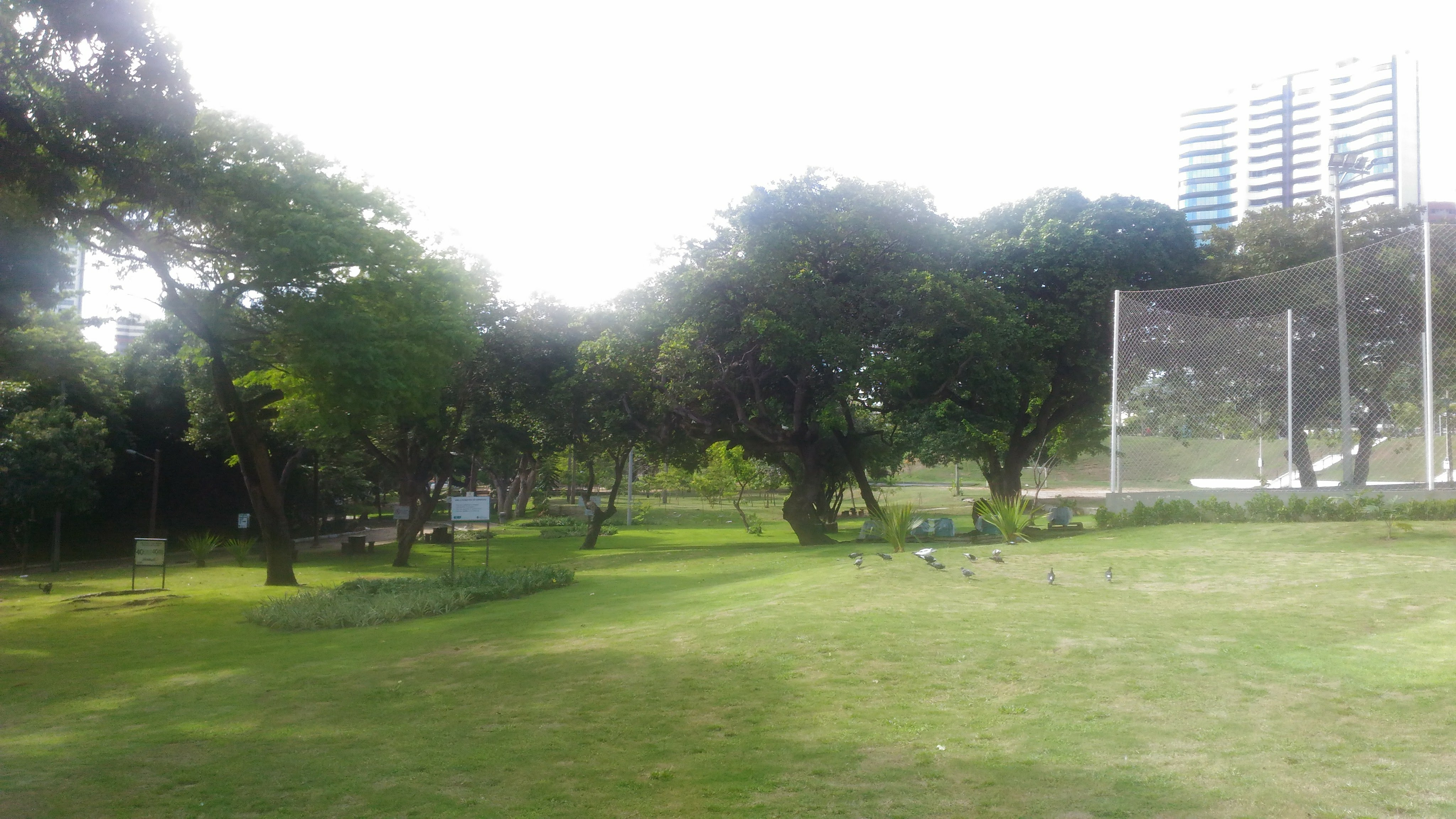
Campo de Golf inserido no complexo esportivo.

### Atividades
- As ruínas das antigas Salinas Diogo localizam-se na entrada da Trilha do Rio. Antes criadores de gado, a família Diogo viu na exploração de sal um negócio complementar, já que era bastante usado para conservação da carne e do couro exportados para outras regiões.
- As lagoas que margeiam as trilhas do Cocó eram antigos tanques usados para secagem do sal. Quando a maré atinge 3.2 metros de altura acima do nível do mar as lagoas enchem de água salgada e no inverno cobrem as pontes, os campos de futebol e até as trilhas.
- O passeio de barco pelo Rio Cocó tem 20 minutos de duração, partindo do Trapiche localizado na Av. Sebastião de Abreu até a ponte da Av. Engenheiro Santana Júnior. São seis dias de passeios semanais. As segundas-feiras ficam reservadas à limpeza do rio, com a retirada dos troncos e aguapés. Já a quarta é dia de passeio gratuito para estudantes de escolas públicas, acompanhado por um educador ambiental do parque. Para os passeios turísticos, cada vaga, das 18 que o Marta (nome do barco) tem, custa R$ 10. Para a incursão pelo rio se tornar viável, é preciso ser dia de maré cheia. O rio varia o nível, em maré cheia, de dois a três metros. Sem a maré, a lâmina não passa de 30 centímetros. Por isso, é preciso ligar e marcar cada viagem.[14]
- As áreas para piqueniques ficam à sombra de árvores. Uma das áreas fica próxima ao complexo esportivo e a outra área localiza-se no gramado, ao lado do Observatório do BPMA na avenida Engenheiro Santana Jr.
- No anfiteatro, construído em 1989, concentram-se os eventos esportivos, culturais, de lazer e educação ambiental, destacando-se o projeto Viva o Parque que contempla atividades com foco em educação ambiental.
- O Complexo esportivo constituído por campo de futebol de areia (Areninha do Cocó), duas quadras de volei de areia, uma quadra de futsal e um mini campo de golfe onde os frequentadores podem, aprender noções básicas das regras do esporte, como procede o jogo e poderão dar suas primeiras tacadas.
- Equipamentos de Arvorismo constituídos por 12 estações e 9 etapas, com estrutura de cordas, tirolesa, cabos de aço e madeira, muro de escalada é uma das opções gratuitas de diversão do Parque do Cocó. A atividade que, no próximo mês completa um ano de reabertura, permite que visitantes percebam o parque pelo olhar da aventura. São 11 monitores responsáveis por orientar e garantir a segurança dos participantes.[15]

## Segurança

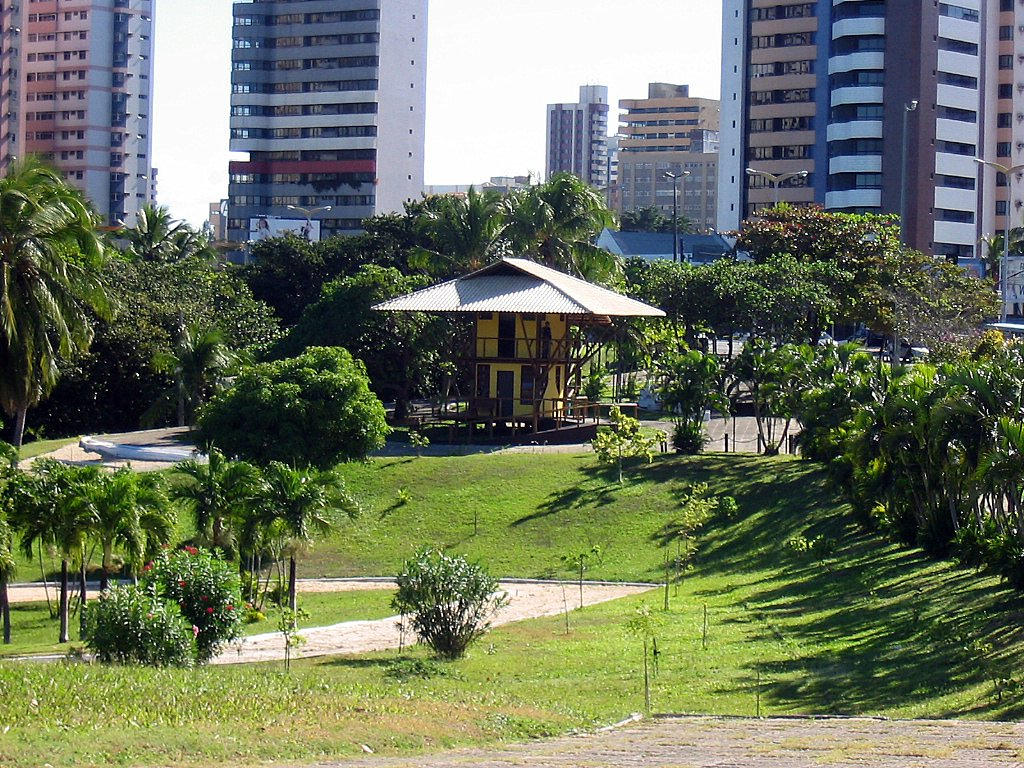
Posto policial no Parque do Cocó

A Polícia Militar do Estado do Ceará tem dentro da área do parque uma Companhia de Polícia Militar Ambiental - CPMA que fica na área do bairro Jardim das Oliveiras e um posto policial no bairro que leva o nome do rio e onde se encontra a principal estrutura do parque. A PM utiliza um contingente de 30 policiais que garantem a segurança do parque e de seus visitantes, além de evita vandalismo, problemas de criminalidade ou fuga dos criminais após atos de crime e crimes ambientais como atividades que possam poluir ou degradar o recurso hídrico, como também o despejo de efluentes, resíduos sólidos ou detritos capazes de provocar danos ao meio ambiente.
O grande fluxo de visitantes no parque também contribui para a diminuição da sensação de insegurança, infelizmente presente em outras áreas da cidade.
Com um movimento crescente a cada ano e policiamento constante, as pessoas sentem-se mais seguras para aproveitar o que o cocó tem de melhor a oferecer. Mas essa sensação fica contida somente na área principal do parque tendo em vista que em outras áreas, como o espaço Tancredo Neves, a insegurança prevalece, principalmente por se encontrar distante de bairro da zona nobre, local onde se localiza a área principal.

## Programa Parque Vivo
O Parque Vivo surgiu teve suas atividades iniciadas em 1993 como consequência de um trabalho de educação ambiental marinha desenvolvido pela equipe da Universidade Federal do Ceará. A prefeitura de Fortaleza convidou o grupo para desenvolver trabalhos de educação ambiental no Parque Adahil Barreto. Ao longo dos anos, as atividades desenvolvidas foram expandidas por uma demanda cada vez maior da sociedade. Assim o Parque Vivo desenvolveu vários projetos, tornando-se um programa que busca promover a educação ambiental através de vários segmentos: cursos, elaboração de materiais pedagógicos, promoção de oficinas em áreas de risco, organização de biblioteca, Museu do Mangue, campanhas educativas e comemoração de datas representativas.
O Parque Vivo trabalha em parceria com a Secretaria Municipal de Meio Ambiente (SEMAM), Secretaria Executiva Regional II, URBFOR (antiga EMLURB) e FUNDEMA. É articulada com diversas entidades ambientalistas do Estado do Ceará, através da concepção e execução de projetos e diversas outras atividades de educação ambiental, principalmente em Fortaleza.

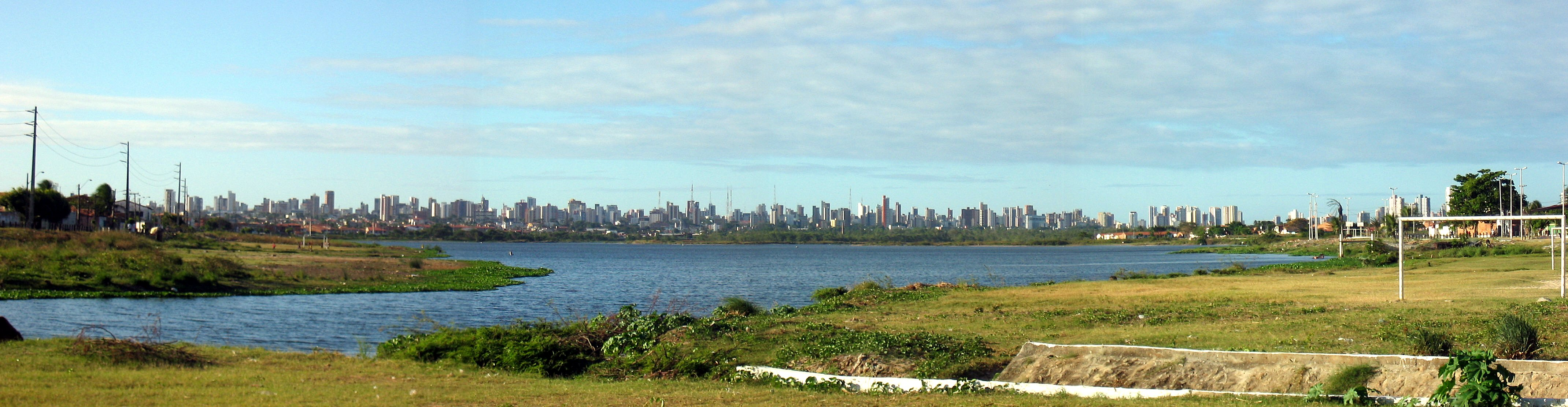
Vista da cidade a partir do espaço Tancredo Neves

## Ecossistemas e Diversidade Biológica
O Parque contem uma grande variedade de ecossistemas, dos quais pode-se destacar:
- Dunas
- Manguezais
- Caatinga
- Planícies Litorâneas
- Planícies Flúvio-marinha

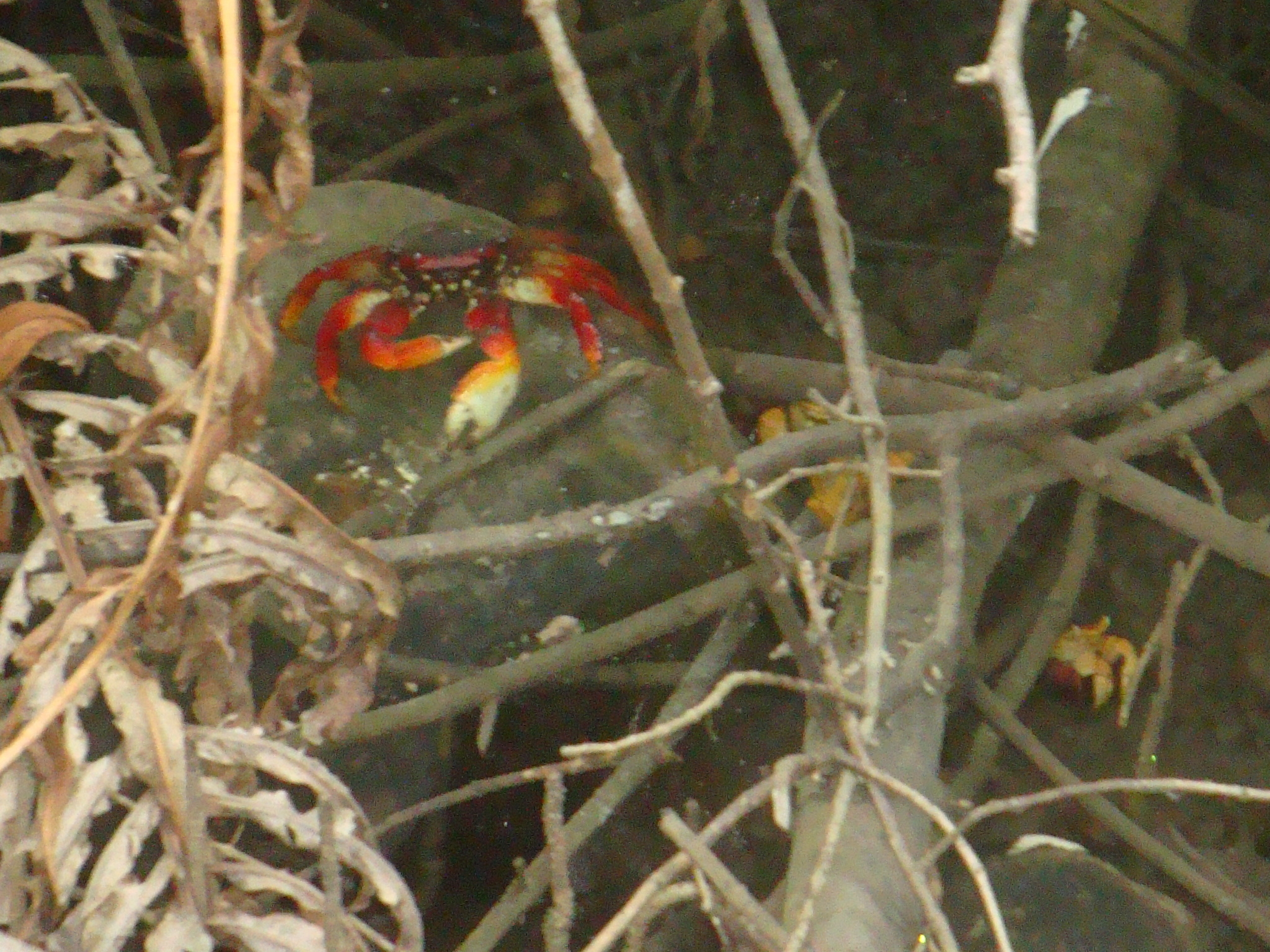
Caranguejo na área de mangues.

Em relação à flora, o Inventário Florestal Nacional, divulgado no dia 9 de dezembro, trouxe a análise de um total de 1,2 hectares do Parque, identificando a predominância do mangue em 68% da área amostrada, seguido por 24% de corpos d'água e 8% como vegetação de restinga arbustiva. As espécies de mangue-branco, mangue-preto e mangue-vermelho são as que chamam maior atenção pela ocorrência na área, respondendo por mais de 90% dos indivíduos mensurados pela pesquisa.

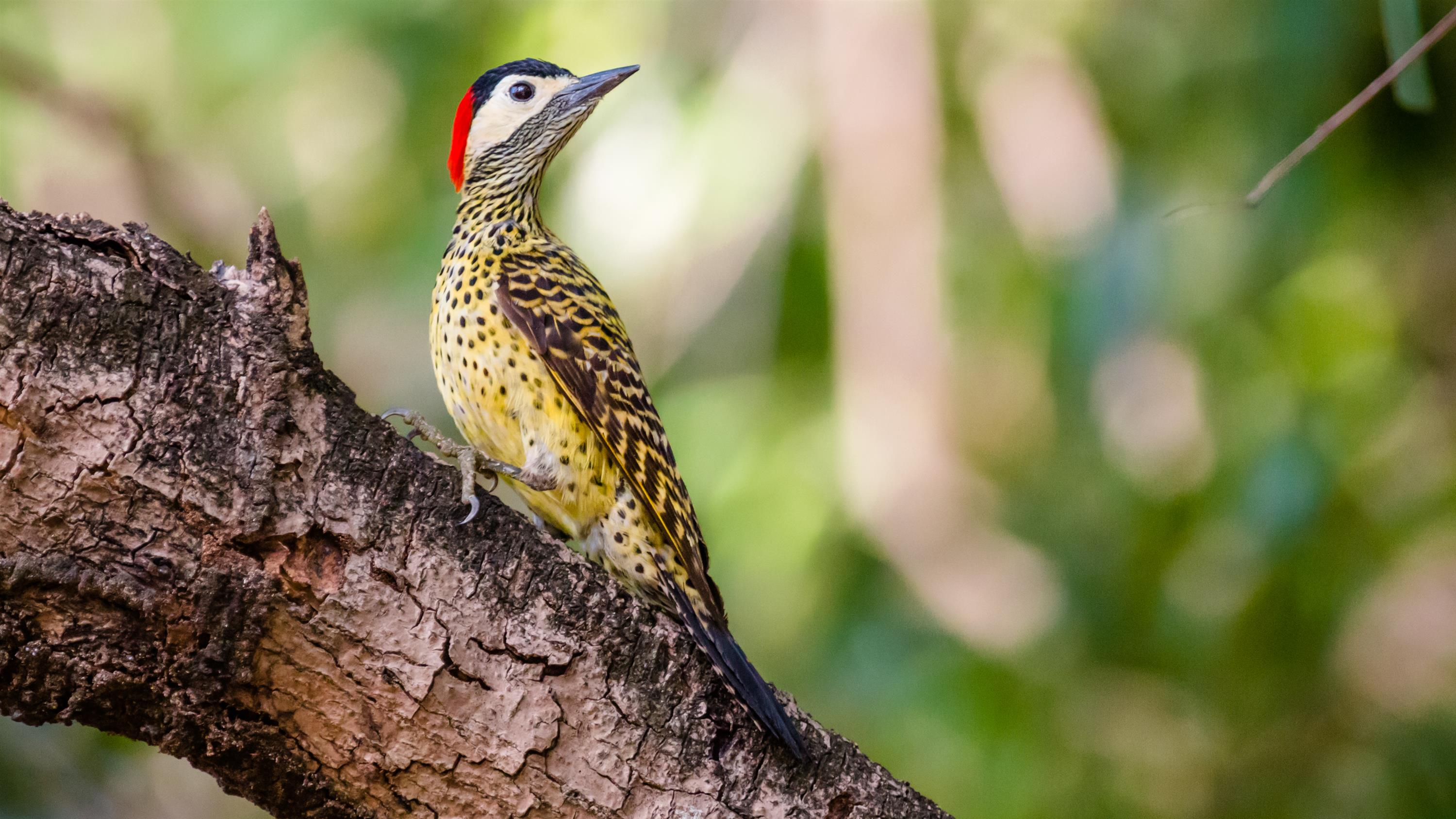
Pica-Pau-Carijó, uma das muitas espécies e aves presentes no parque.

Palco das inter-relações entre diversas espécies naturais, o manguezal é um dos ecossistemas mais poderosos desenvolvidos pela natureza. Atua desde a produção de alimentos à regulação do clima, proporcionando ainda circunstância ideal para o desenvolvimento de diversos organismos que ali se reproduzem.
Em Fortaleza, o poder de um manguezal como o que forma o estuário do rio Cocó é grande. Pesquisa realizada pelo Serviço Florestal dos Estados Unidos, em 2011, comprovou que o ecossistema costeiro é capaz de armazenar até quatro vezes mais carbono que qualquer outra floresta no mundo, o que tem impacto direto na amenização do clima da região onde está localizado. Por outro lado, o manguezal é também um dos conjuntos naturais mais ameaçados em todo o planeta, com taxas de destruição até cinco vezes maior que a de outros ecossistemas importantes, como florestas e corais.
Símbolos do Parque do Cocó, os caranguejos se manifestam em diversas espécies na região, como aratu-vermelho, o guaiamum, o uçá e o chama-maré. Em meio ao rios, como os o exemplares de bagre, pema, saúna, cará, bodó, dentre outros. Mamíferos, répteis e anfíbios também tem seus representantes no inventário faunístico do Cocó. Salamandras, serpentes como a coral verdadeira, a jararaca e a jiboia, além de iguanas, preás, guaxinins e raposas estão presentes no Parque. As aves, por sua vez, mostram suas diversidades de tamanhos e cores. Sibite-do-mangue, saracura, socó, canário-da-terra, anu, bem-te-vi, garça-branca pequena e o martim-pescador são algumas das espécies que habitam aquela área.

## Ameaça de degradação ecológica
Por ter toda a sua área dentro do município de Fortaleza em região de grande desenvolvimento urbano, os limites do parque estão constantemente sofrendo problemas de impacto ambiental e degradação do bioma. Durante o ano de 2007 a Prefeitura de Fortaleza, após ter expedido licença para construção de um prédio vizinho ao parque, entrou com um pedido junto a Câmara Municipal de Fortaleza de realização de um referendo popular perguntando ao povo sobre a autorização da construção do prédio em questão. Depois desse fato o Ministério Público Federal entrou com uma Ação Civil Pública pedindo a demarcação da área do parque e a finalização das desapropriações, que desde a publicação da lei criando o parque não teve conclusão. Essa medida jurídica ainda suspende o licenciamento de novas construções numa área até 500 m ao redor do parque. A liminar foi expedida em abril de 2008. Atualmente existem várias ações na justiça relativas as desapropriações  e um dos casos mais curiosos tramita em Brasília uma ação de indenização contra o Estado do Ceará de uma desapropriação da área que supera os R$ 1,7 bilhão.

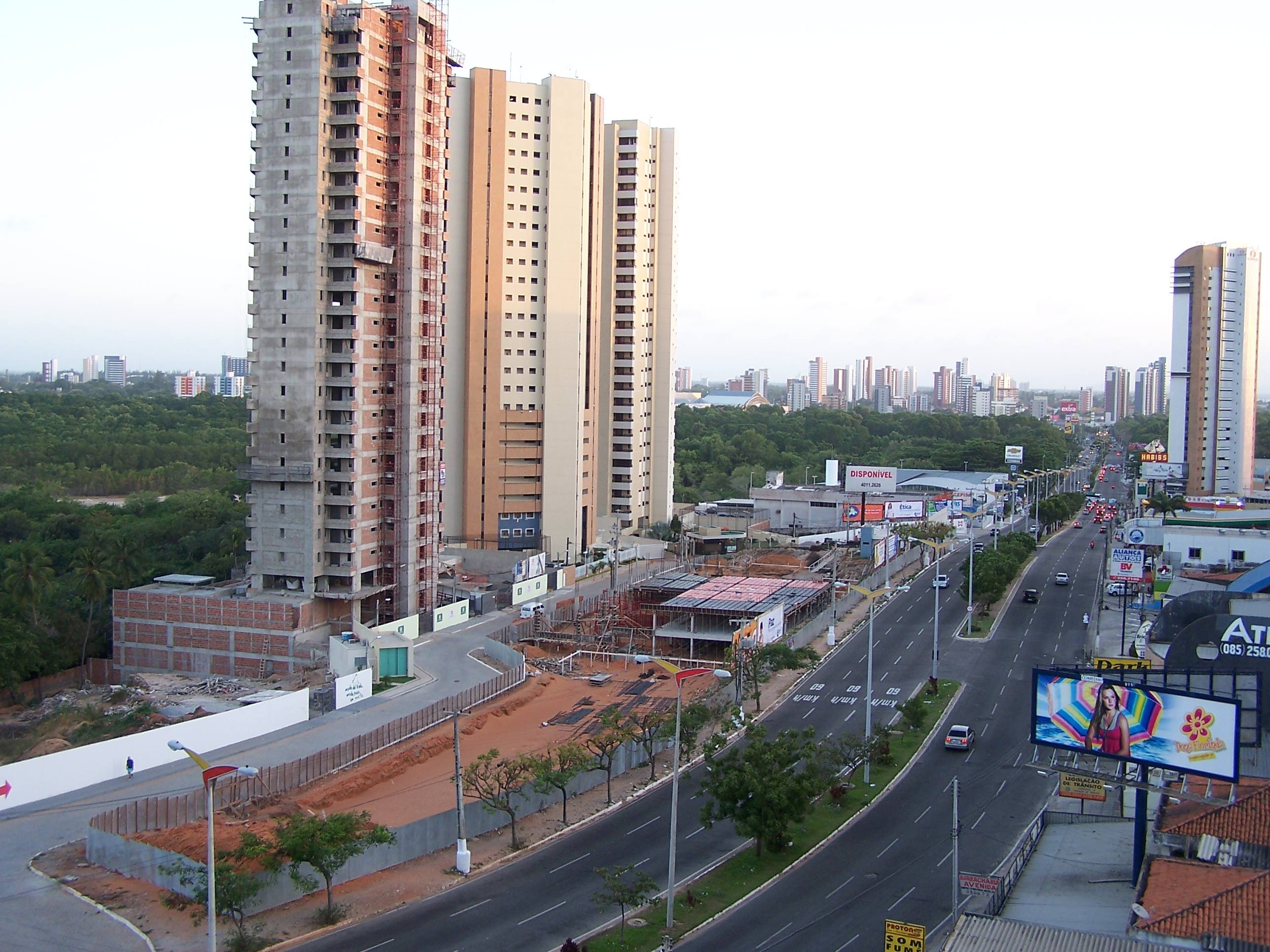
Edifícios construídos em área controversa dentro do parque.

O problema não fica restrito a pobreza na medida em que algumas vizinhanças do parque estão sendo ocupadas por prédios de alto padrão gerando problemas de ordem ambiental como aumento do fluxo de trânsito nas vias adjacentes ao parque e de circulação do ar dentre outros. Alguns movimentos ambientalistas fazem manifestações contra os possíveis agressores tais como: SOS Cocó e o Instituto Terramar.
Em 2013 houve uma grande polemica pois parte da reserva ecológica do Cocó estava sob ameaça de destruição devido à construção de um conjunto de viadutos no entorno do parque como parte da construção de um novo corredor de ônibus que passaria na região.
José Borzacchiello da Silva,  Geógrafo e professor da UFC, argumentou num artigo do jornal OPovo, que os viadutos são “geradores de um medo urbano e acelerado processo de degradação do território onde ele é construído”, citando os exemplos do viaduto do cruzamento das avenidas Santana Júnior e Santos Dumont, cuja “construção decretou a desvalorização de um comércio florescente que crescia nos quatro cantos do cruzamento”, e resultou em “água empossada sob o viaduto, e um aumento de insegurança”. Ele cita também a forte pressão popular para que o viaduto minhocão do São Paulo seja demolido, e o fato de que, no Rio de Janeiro, o viaduto da avenida Perimetral está em fase de demolição. Mais geralmente, a obra foi criticado por “favorecer o transporte individual em detrimento dos de massa”.
O Rio Cocó chega à zona estuarina, entre a BR-116 e sua foz, hidratando toda a zona de matas ciliares e manguezais que formam o Parque do Cocó. O curso de água ainda consegue garantir a vida de diversas espécies animais. A poluição, entretanto, ainda é um grande desafio. Em 2013, levantamento da Superintendência Estadual do Meio Ambiente (Semace) apontou que o manancial estava 100% poluído, resultado de instalações clandestinas de esgoto e despejo irregular de lixo.
Aos poucos, contudo, o Rio Cocó volta a receber a atenção devida. Em junho de 2015, limpeza emergencial realizada pela Secretaria Estadual do Meio Ambiente (Sema) permitiu o retorno da navegabilidade em trecho que vai da ponte da Av. Murilo Borges até a foz do rio. Em março de 2016, o Rio foi reaberto à população, que pode realizar o passeio entre as pontes das Avenidas Sebastião de Abreu e Engenheiro Santana Júnior todos os fins de semana, sob monitoramento da Polícia Militar Ambiental.

## Galeria

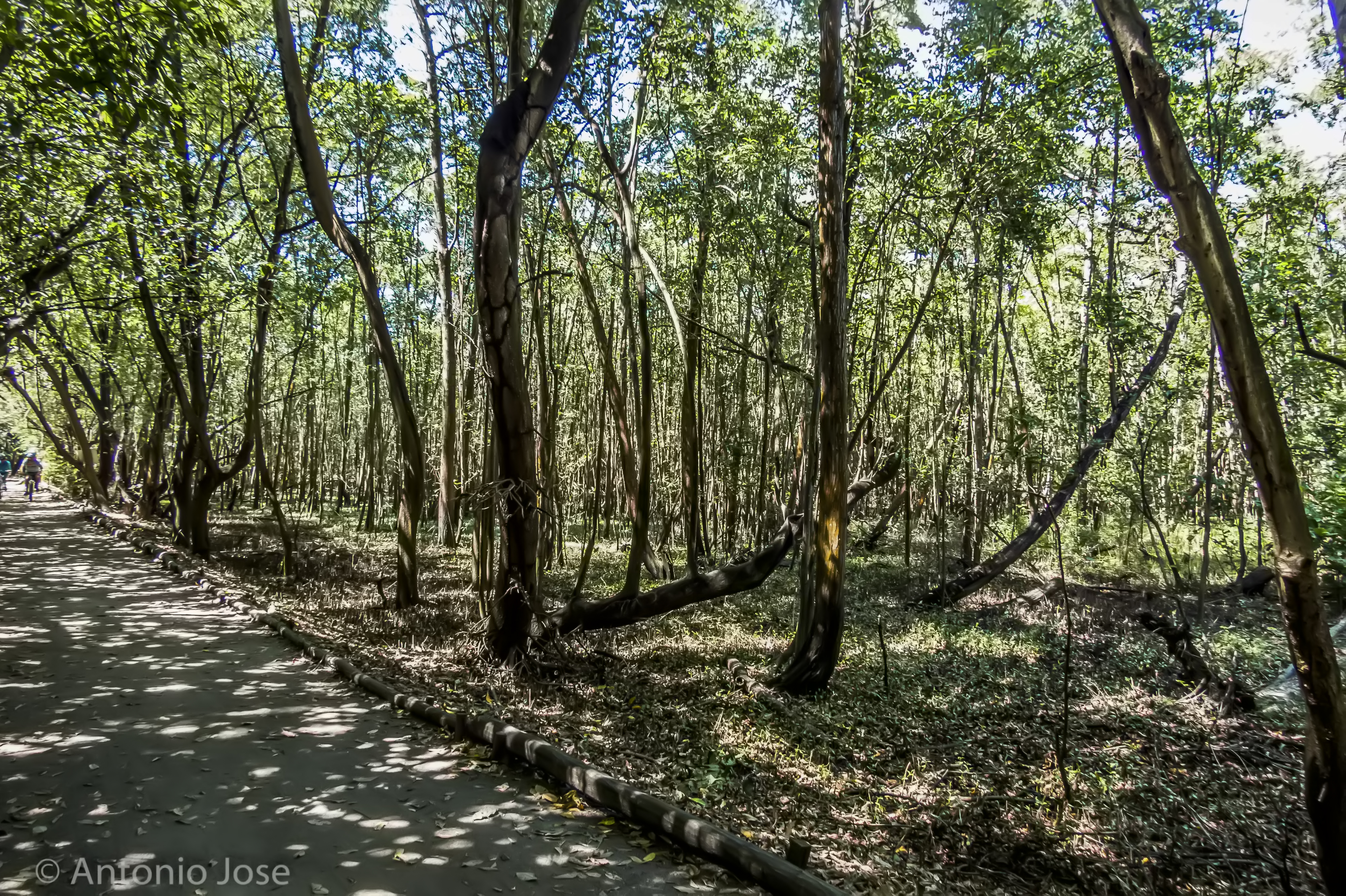
Um dos variados tipos de vegetação presente.
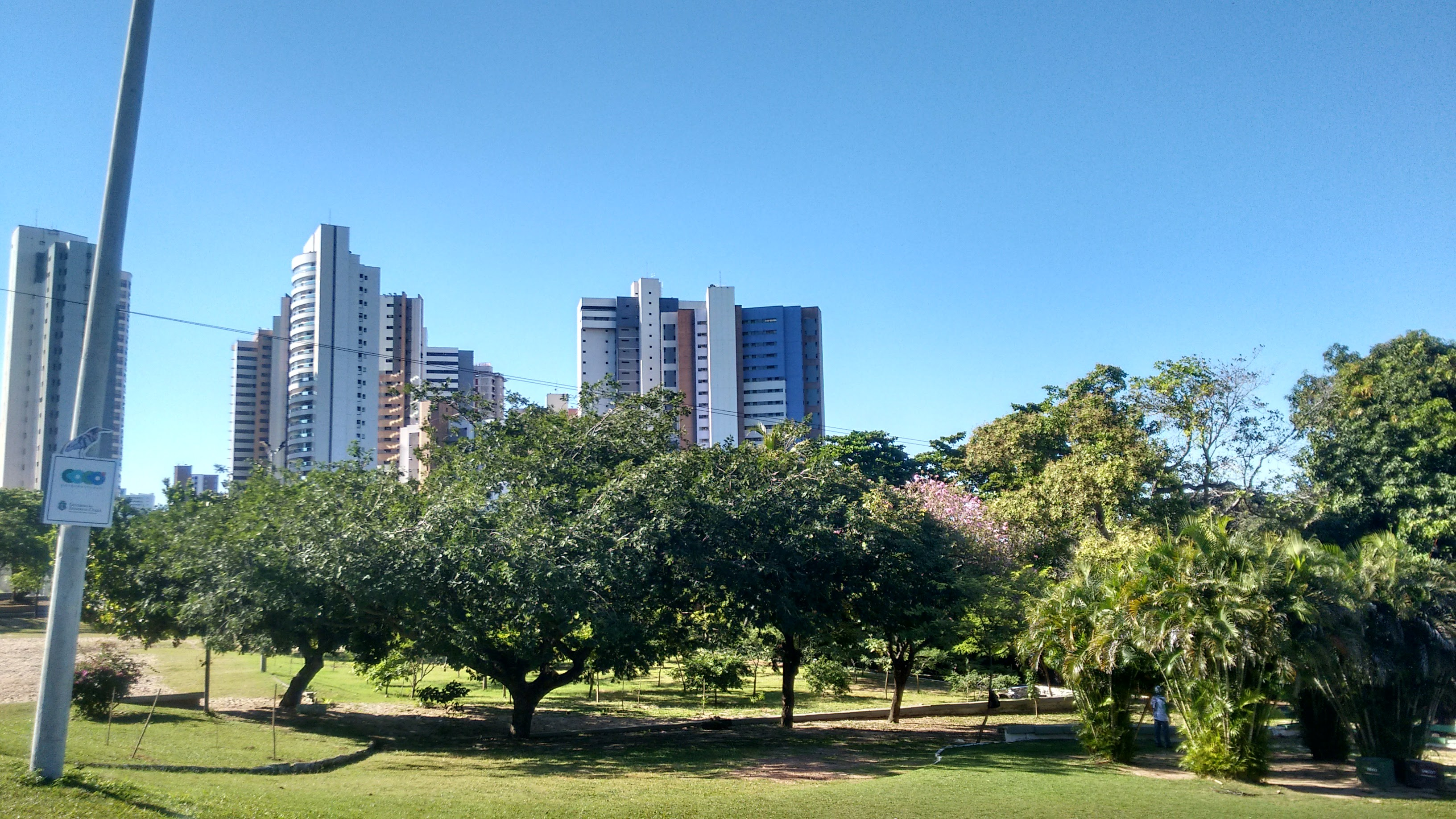
Parte do gramado e do bosque na área para piqueniques.
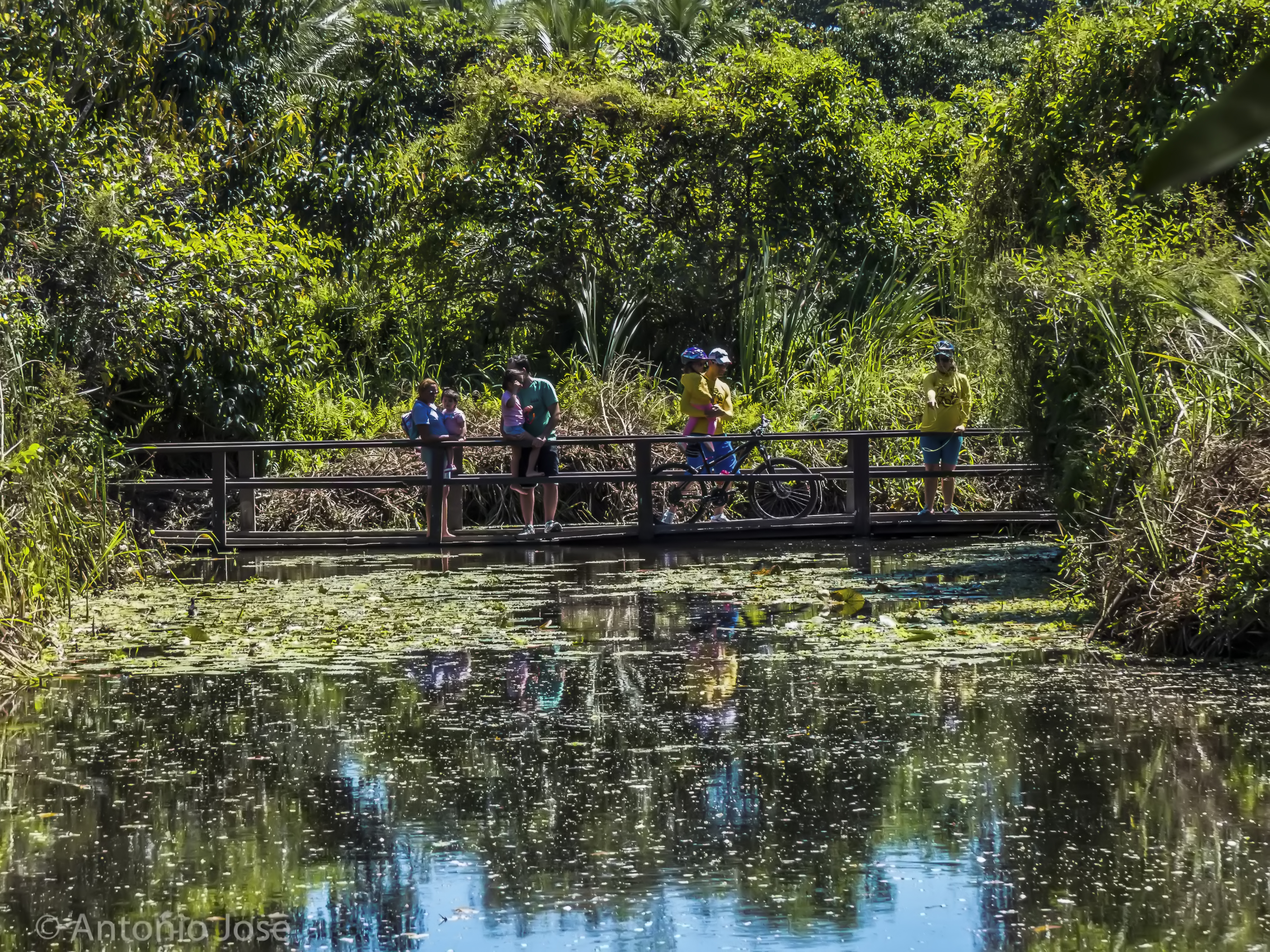
Um das pontes presentes no parque na trilha da lagoa.
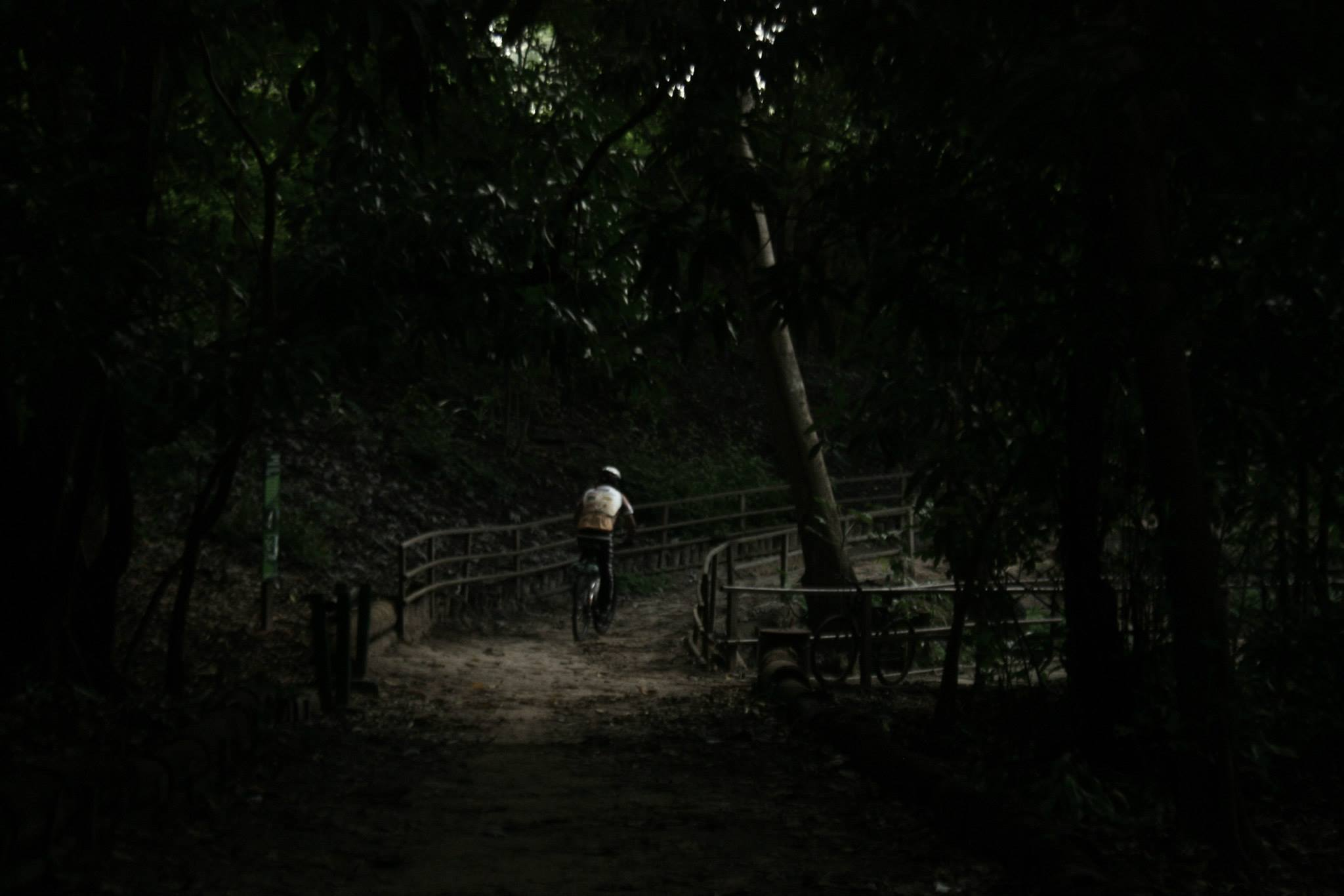
Um ciclista seguindo pela trilha principal.
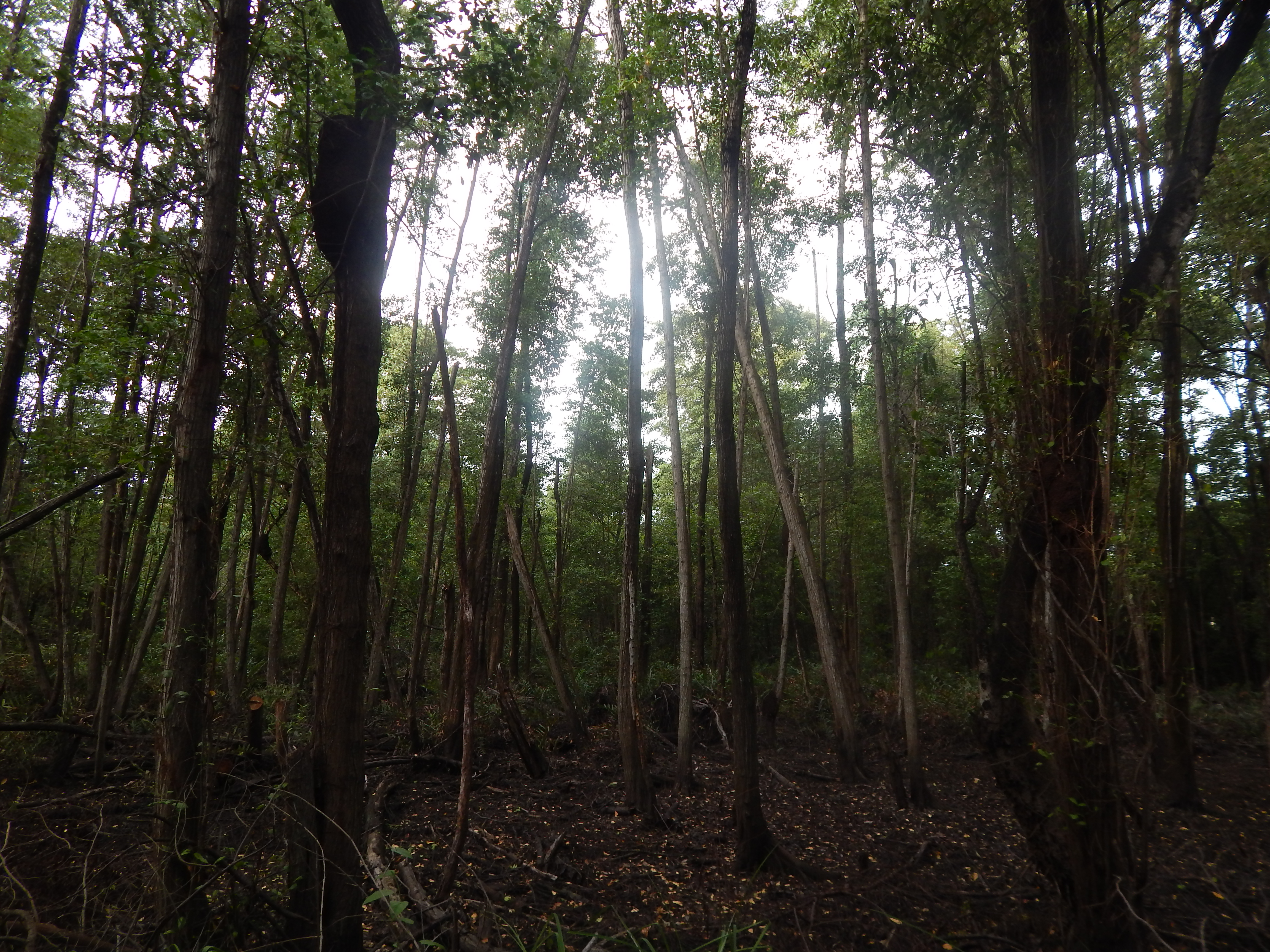
Mais da vegetação presente.
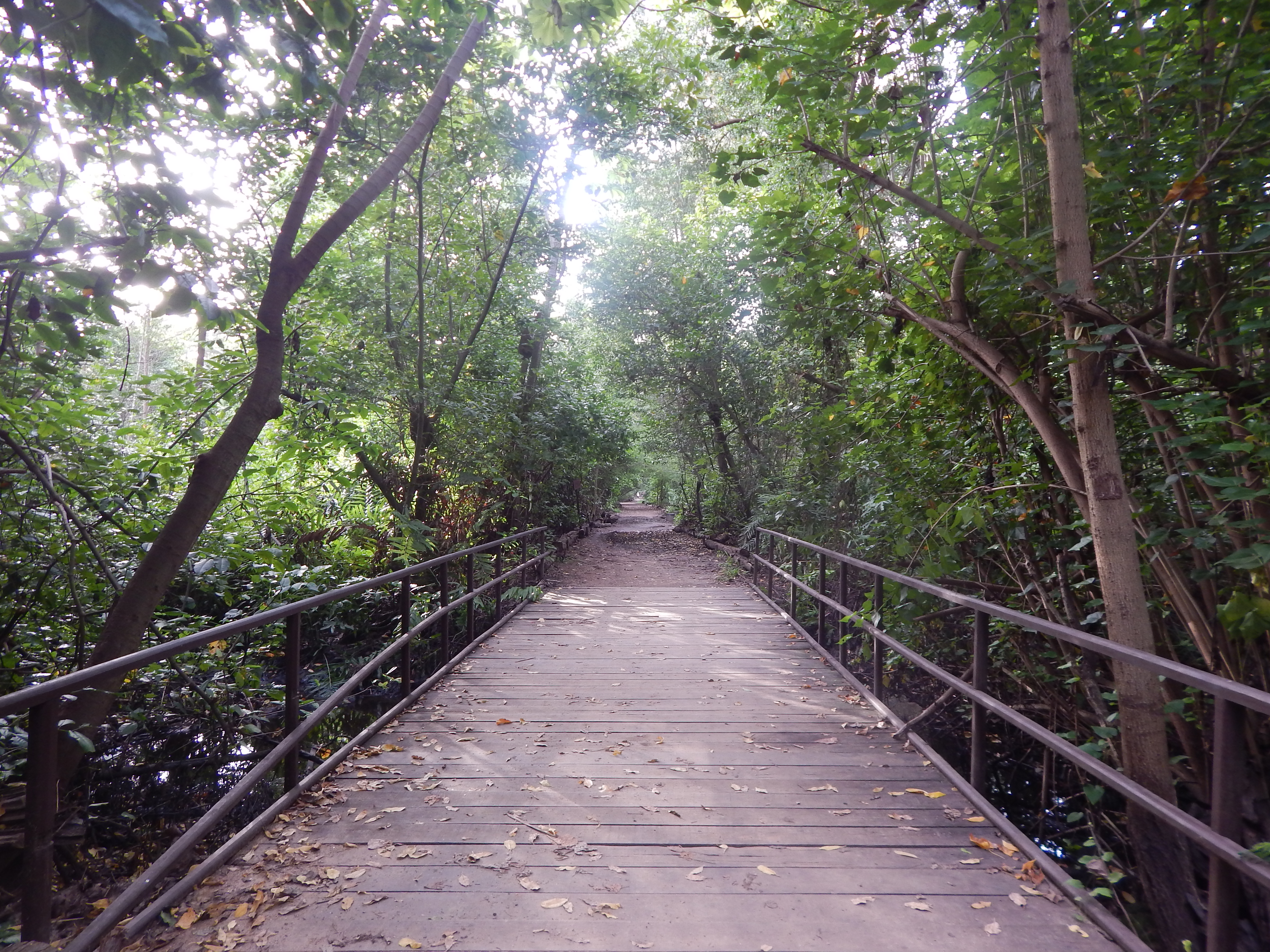
Trilha da lagoa.
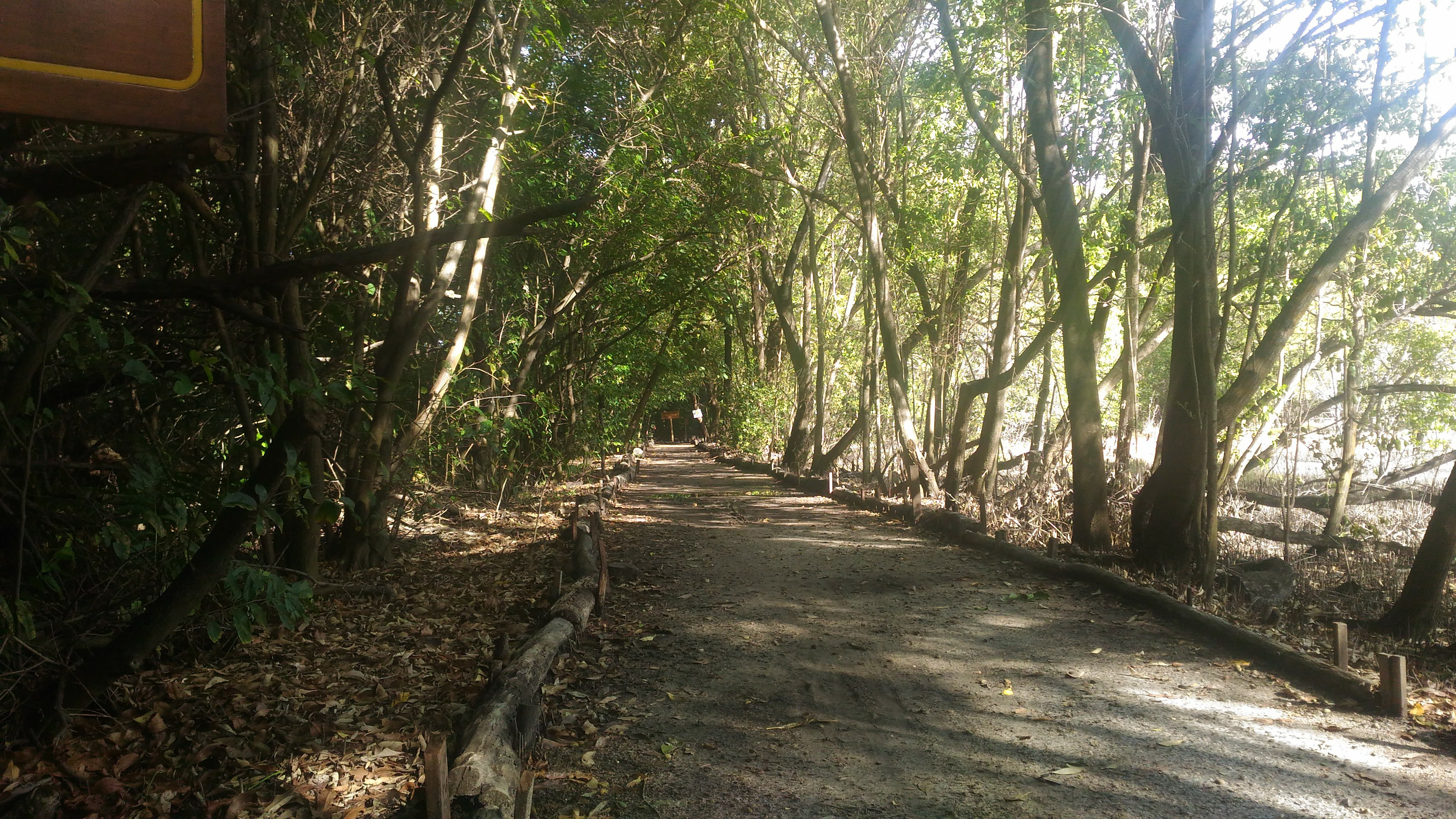
Caminho da trilha principal.
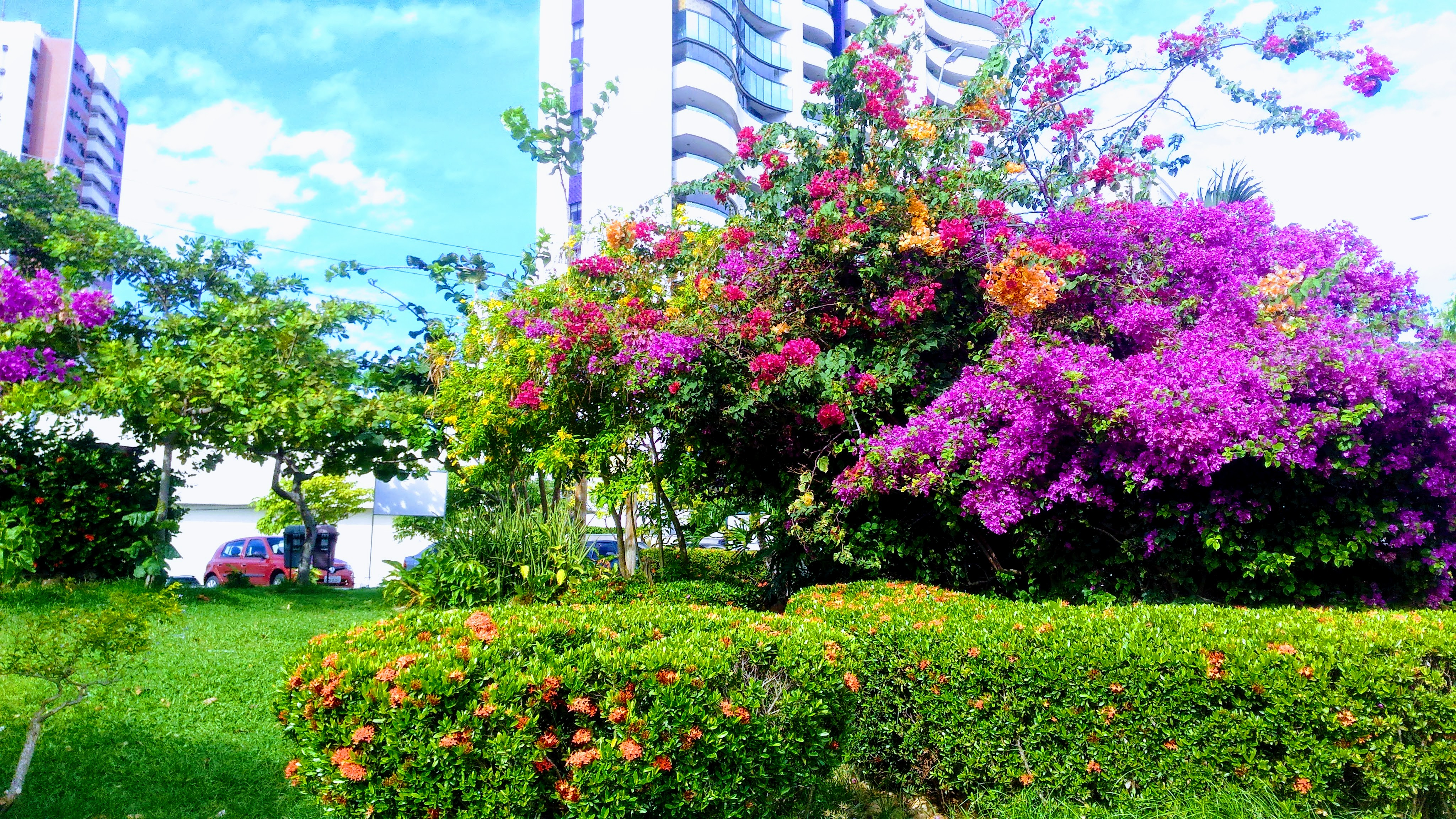
Parte do campo florido próximo a área de piqueniques e anfiteatro.
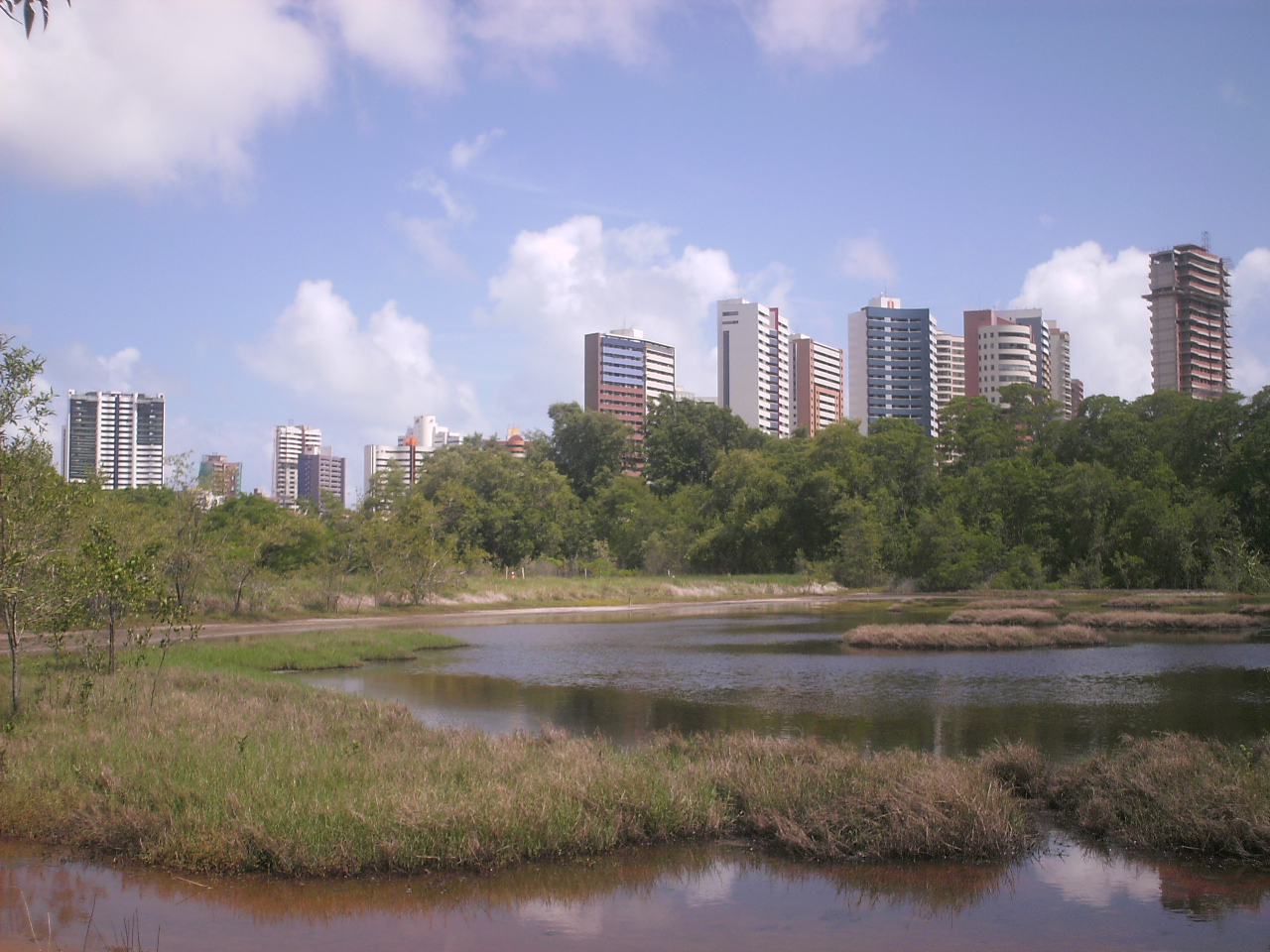
Skyline de Fortaleza vista de dentro do parque.
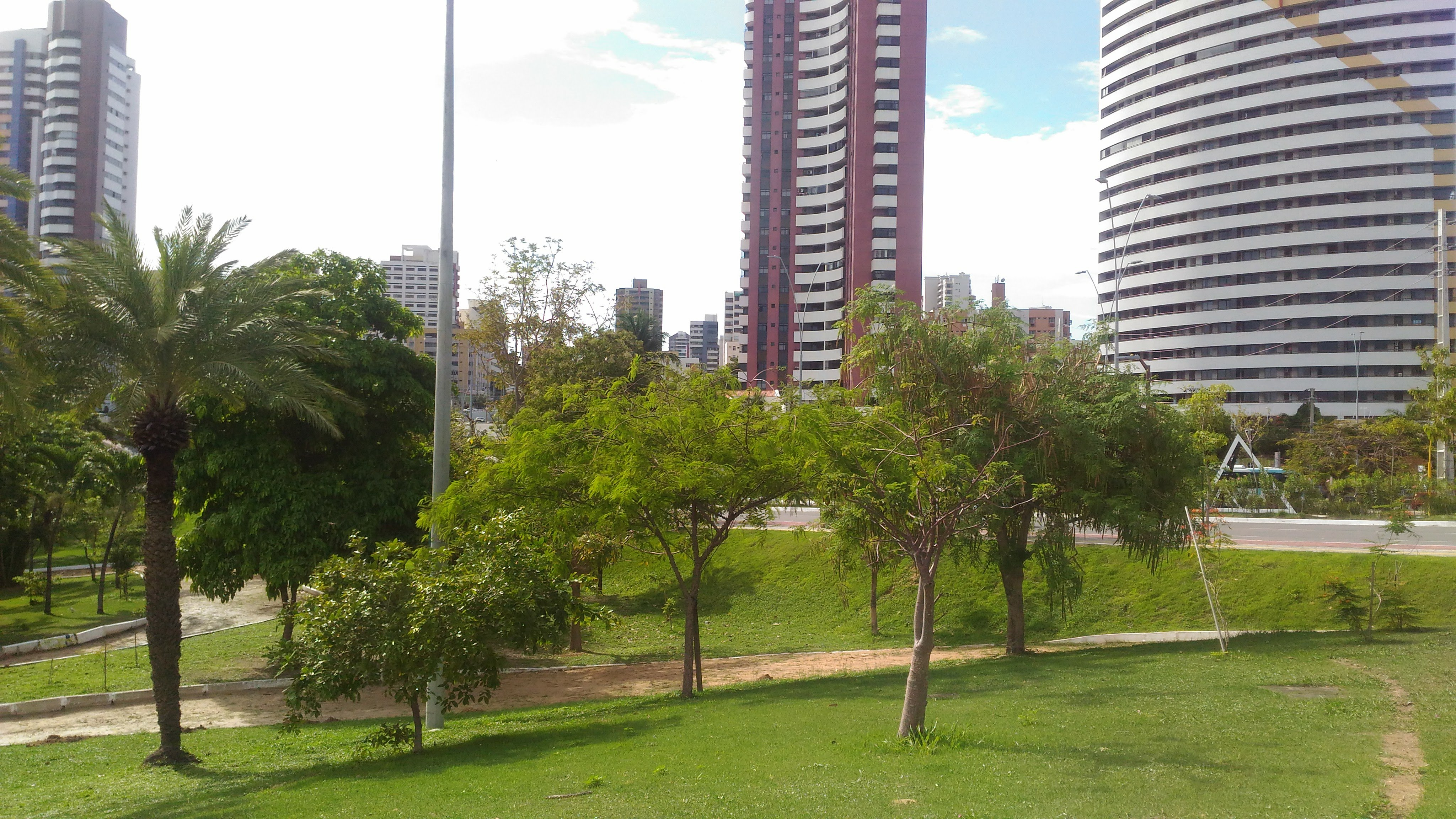
Parte do gramado da área de descanso e piqueniques.